# Designmanagement

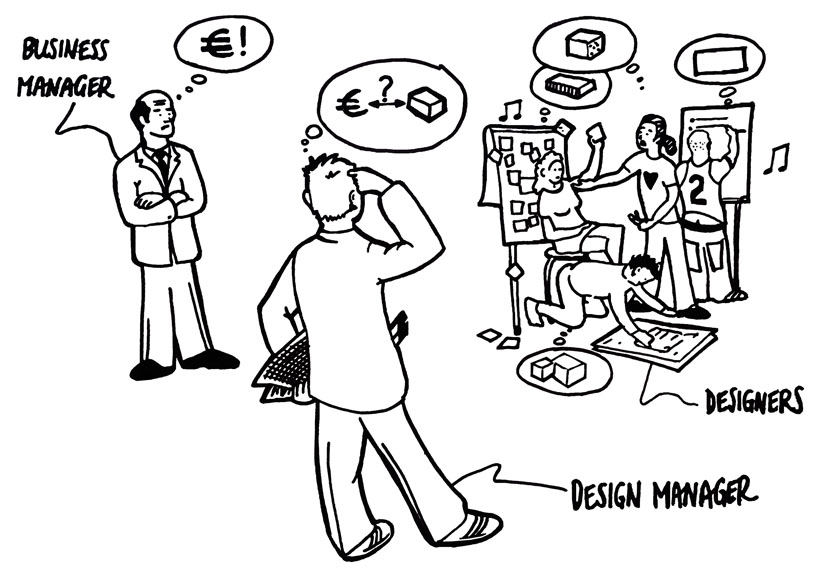
Designmanagement ist die geschäftliche Seite von Design. Designmanager sollten sowohl die Sprache des Unternehmens als auch die Sprache des Design sprechen.

Designmanagement [dɪˈzaɪnˈmænɪdʒmənt] ist eine Managementdisziplin, die sich auf die Design-Ressourcen und -Aktivitäten eines Unternehmens konzentriert. Es nutzt Projektmanagement-, Design-, Strategie- und Supply-Chain-Techniken, um einen kreativen Prozess zu steuern, eine Kreativitätskultur zu unterstützen und eine Organisationsstruktur für Design aufzubauen. Angestrebt wird die integrierte Leitung von Design auf den Ebenen von Management, Organisation und Strategie, sowie die Verwaltung des Designsystems des Unternehmens.
Das Ziel von Designmanagement ist die Entwicklung und Aufrechterhaltung eines geeigneten Geschäftsumfeldes, in dem das Unternehmen seine strategischen Ziele und Mission durch Design erreichen kann. Dies kann erreicht werden durch das Einrichten und Organisieren eines effizienten und effektiven Systems. Designmanagement ist eine umfassende Tätigkeit auf allen Ebenen unternehmerischen Handelns (operativ bis strategisch), von der frühen Vorentwicklung bis zur Designumsetzung. „Einfach ausgedrückt, ist Designmanagement die geschäftliche Seite des Designs. Designmanagement umfasst die laufenden Prozesse, unternehmerischen Entscheidungen und Strategien, die Innovation ermöglichen und effektiv gestaltete Produkte, Dienstleistungen, Kommunikationen, Umgebungen und Marken schaffen, zur Verbesserung unserer Lebensqualität und des organisatorischen Erfolgs.“ Die Disziplin Designmanagement hat Überschneidungen mit den angrenzenden Managementbereichen: Marketing Management, Operation Management und Strategisches Management.
Traditionell wurde Designmanagement auf die Verwaltung von Designprojekten beschränkt, im Laufe der Zeit entwickelte es sich in andere Bereiche der Organisation, auf funktionaler und strategischer Ebene. Eine aktuelle Debatte behandelt die Integration von Design Thinking in strategisches Management, als einen Disziplin-übergreifenden und humanistischen Ansatz des Managements. Dieser Ansatz konzentriert sich auch auf einen kooperativen und iterativen Stil der Arbeit und eine abduktive Denkweise, im Vergleich zu Herangehensweisen die mit dem eher traditionellen Management-Paradigma verbunden werden.
In den letzten Jahren ist Design zu einer strategischen Komponente für Brand Equity, Differenzierung und Produktqualität in vielen Unternehmen geworden. Immer mehr Organisationen wenden Designmanagement an, um Design-relevante Aktivitäten zu verbessern und eine bessere Verknüpfung von Design- mit Unternehmensprozessen zu erlangen.

## Erweiterte Definition
Der Begriff Designmanagement beinhaltet einen semantischen Widerspruch und kann auf zwei verschiedene Arten interpretiert werden: (1) Management von Design und (2) Design von Management. Diese Unterscheidung bezieht sich auf das traditionelle Verständnis von Designmanagement auf operativer Ebene, als auch auf einen relativ neuen Ansatz, der Integration von Design Thinking als mentales Konzept in verschiedenen Business-Funktionen (zum Beispiel Nutzung von Design Thinking auf Top-Management-Ebene oder im Rahmen des Innovationsmanagements).
Designmanagement ist vielfältig, ebenso wie die unterschiedlichen Meinungen darüber. Abhängig von einer Vielzahl von Faktoren (wie Branche, Unternehmensgröße, Designfokus, Marktlage und -position und der Rolle von Design im Unternehmen) decken Designmanager ein breites Spektrum an Job-Profilen ab, mit sehr unterschiedlichen Rollen, Tätigkeiten und Verantwortlichkeiten. Daher ist es schwierig, eine allgemeine Definition von Designmanagement zu geben. Auf einer abstrakten Ebene spielt Designmanagement drei integrative Schlüsselrollen in der Schnittstelle von Design, Organisation und Markt. Diese drei Schlüsselrollen sind:
1. Die Ausrichtung der Designstrategie an die Unternehmens- und/oder Markenstrategie
2. Das Management der Qualität und Konsistenz der Designergebnisse innerhalb und zwischen verschiedenen Designdisziplinen (Design-Klassen)
3. Die Erweiterung neuer Wege der User-Experience und Verbesserung der Differenzierung zu Wettbewerbern

Mit dieser Rollendefinition ist Designmanagement nicht (notwendigerweise) auf eine einzige Designdisziplin beschränkt und ist nicht unabhängig von der organisatorischen und der Produkt-situativen Umgebung.
Definierende Zitate

Design management is the effective deployment by line managers of the design resources available to an organization in the pursuance of its corporate objectives. It is therefore directly concerned with the organizational place of design, with the identification with specific design disciplines which are relevant to the resolution of key management issues, and with the training of managers to use design effectively.

„Designmanagement ist der effektive Einsatz der einem Unternehmen zur Verfügung stehenden Designressourcen zur Erfüllung der Unternehmensziele, durch die Manager. Es ist daher direkt betroffen vom Ort des Designs im Unternehmen, mit der Identifikation von spezifischen Designdisziplinen, die relevant für die Lösung der Schlüsselprobleme des Management sind, und mit der Ausbildung von Führungskräften, um Design effektiv einzusetzen.“

Design management is a complex and multi-faceted activity that goes right to the heart of what a company is or does […] it is not something susceptible to pat formulas, a few bullet points or a manual. Every company’s structure and internal culture is different; design management is no exception. But the fact that every firm is different does not diminish the importance of managing design tightly and effectively.

„Designmanagement ist eine komplexe und facettenreiche Tätigkeit, die genau im Kern dessen wirkt, was ein Unternehmen ist oder macht […] es sind keine leicht veränderbare oberflächlichen Formeln, ein paar Stichpunkte oder ein Handbuch. Die Struktur und Kultur jedes Unternehmens ist anders, Designmanagement ist keine Ausnahme. Aber die Tatsache, dass jedes Unternehmen anders ist, mindert nicht die Wichtigkeit Design straff und effektiv zu managen.“

## Definition von verwandten Begriffen

### Design
Design ist ein Fach, aber auch Perspektive und Tätigkeit. Die historischen Anfänge des Designs sind komplex. Die Designtheorie bietet bislang nur wenig konkrete Hinweise, die in der Praxis eingesetzt werden können, so dass der operativ arbeitende Designer ungebunden von der Designtheorie arbeiten kann. Zudem gibt es in der Designpraxis Entscheidungen die einen intuitiven Charakter aufweisen. Eine praktische Perspektive auf Design hilft den Rahmen von Designmanagement zu verstehen, die theoretische Perspektive ist daher nicht Gegenstand dieses Artikels. In seiner Klassifikation von Design (1976) unterteilt Gorb Design in drei verschiedenen Klassen; Designmanagement wirkt in und zwischen allen drei Kategorien: Produkt (z. B. Industriedesign, Verpackungsdesign, Service Design), Information (z. B. Grafik-Design, Branding, Mediendesign, Webdesign) und Umgebung (z. B. Retail-Design, Ausstellungsdesign, Innenarchitektur).

### Management
Management – in allen Geschäftsbereichen und organisatorischen Tätigkeiten – ist die Handlung Leute zusammenzubringen, um gewünschte Ziele effizient und effektiv zu erreichen. Management umfasst die Planung, Organisation, Personalmanagement, Führung und Kontrolle einer Organisation (eine Gruppe von einer oder mehreren Personen oder Instanzen). Resourcing umfasst die Bereitstellung und Bearbeitung von Humanressourcen, finanzielle Ressourcen, technologischen Ressourcen und natürlichen Ressourcen. Gegen Ende des 20. Jahrhunderts wurde Business Management in sechs separate Fachgebiete unterteilt: Human Resource Management, Operations Management oder Produktionsmanagement, strategisches Management, Marketing Management, Finanzmanagement und Informationstechnologie-Management (verantwortlich für das managen von Informationssystemen). Obwohl es immer schwieriger wird Management auf diese Weise in funktionale Kategorien zu unterteilen, hilft es in der Navigation in den unterschiedlichen Managementdisziplinen. Designmanagement hat vor allem Überschneidungen mit den Fachgebieten Marketing Management, Operations Management und strategisches Management.

## Geschichte
Der geschichtliche Rückblick auf Designmanagement erweist sich als schwierig. Auch wenn Designmanagement als Ausdruck in der Literatur zuerst 1965 erwähnt wurde, haben frühere Beiträge ein Umfeld geschaffen, in dem Designmanagement entstehen konnte. Im Laufe seiner Geschichte wurde Designmanagement durch eine Reihe von unterschiedlichen Disziplinen (u. a. Architektur, Industriedesign, Management, Software-Entwicklung, Ingenieurwesen) und Strömungen (u. a. Systemtheorie, Design-Methodologien) beeinflusst und kann in seinem Verständnis weder direkt auf Design noch auf Management zurückgeführt werden.

### Geschäftswelt

#### Managen von Produktästhetik und Corporate Design (erste Beiträge)

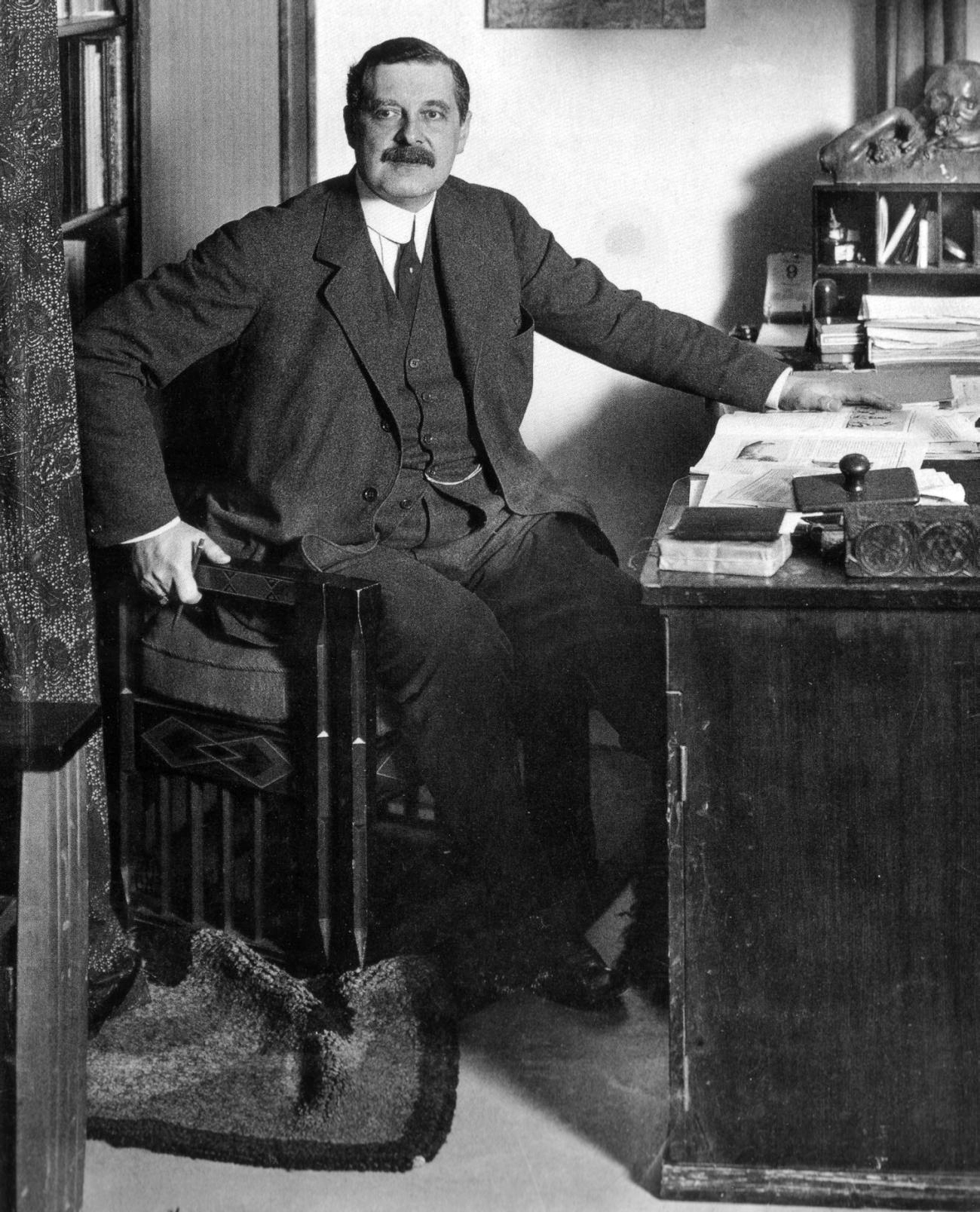
Peter Behrens (um 1913) ist einer der ersten Beitragenden zu Designmanagement.

Die ersten Beiträge zu Designmanagement zeigen, wie unterschiedliche Designdisziplinen koordiniert wurden, um Geschäftsziele auf Unternehmensebene zu erreichen und veranschaulichen das frühe Verständnis von Design als Wettbewerbsfaktor auf nationaler Ebene. In diesem Zusammenhang wurde Design als eine rein ästhetische Funktion verstanden und das Management von Design wurde auf der Ebene der Projektplanung eingesetzt. Künstler und Designer stellten sich schrittweise auf die industrielle Veränderung ein, durch die Produktion kleiner Serien ihrer Entwürfe. Das Management von Design auf Projektebene ist ein integraler Bestandteil des Prozesses des industriellen Designs.
Die Praxis des Managements von Design über mehrere Designdisziplinen zur Erreichung eines Unternehmensziels wurde erstmals im Jahre 1907 dokumentiert. Der Deutsche Werkbund wurde in München von zwölf Architekten und zwölf Wirtschaftsunternehmen etabliert. Es war ein staatlich gefördertes Bemühen, um besser mit Großbritannien und den USA zu konkurrieren, durch die Integration von traditionellem Handwerk und industriellen Massenfertigungsproduktionstechniken. Der deutsche Designer und Architekt Peter Behrens entwarf als externer Berater die gesamte Corporate Identity (Logo, Produktdesign, Werbung etc.) der Allgemeinen Elektricitäts-Gesellschaft (AEG) und wird als erster Industriedesigner in der Geschichte bezeichnet. Seine Arbeit für die AEG war die erste groß angelegte Demonstration der Wirtschaftlichkeit und Lebensfähigkeit der Werkbund Initiativen und Ziele. Dies kann als erster Beitrag zu Designmanagement gesehen werden.
In den folgenden Jahren wandten Unternehmen die Grundsätze von Corporate Identity und Corporate Design an, um das Bewusstsein und die Anerkennung von Verbrauchern und die Differenzierung zu Konkurrenten zu erhöhen. Das Unternehmen Olivetti wurde bekannt durch seine Beachtung von Design durch seine Corporate Design Aktivitäten. Im Jahr 1936 engagiert Olivetti Giovanni Pintori (Abteilung für Öffentlichkeitsarbeit) und befördert Marcello Nizzoli (Abteilung für Produktdesign), um Design in eine umfassende Unternehmensphilosophie weiterzuentwickeln.
Bis in die 1960er Jahre waren die Debatten in der Design-Community auf Ergonomie, Funktionalität und Corporate Design konzentriert, während die Debatten im Management sich den Themen Just in time, TQM und Produktspezifikationen annahmen. Die Hauptakteure im Bereich Design Management waren in dieser Zeit AEG, Bauhaus, British Design Council, Deutscher Werkbund, Olivetti, Peter Behrens und Walter Paepcke.

#### Systematisches Managen von Design (1960er bis 1970er)
Die Industrialisierung beeinflusste die Arbeit der Designer in den 1960er Jahren, und die Debatte über Design änderte sich im Fokus von „Design als eine ästhetische Funktion“ zum Thema, wie die Zusammenarbeit mit der Industrie verbessert werden konnte. Designer mussten in einem Team mit Ingenieuren und Marketingspezialisten arbeiten, und Design wurde als ein Teil der Produktentwicklung wahrgenommen.
In den ersten Jahren von Designmanagement wurde die Disziplin stark durch die Systemwissenschaft und die Entstehung einer Designwissenschaft beeinflusst (u. a. die Blütezeit der Designmethodologien in Deutschland, USA und Großbritannien); wichtige Beiträge kamen auch aus der Disziplin Architektur. Insbesondere in der angelsächsischen Literatur, in der Methodologienforschung (u. a. HfG Ulm, Christopher Alexander) und den Theorien der Managementforschung wurden zwei Hauptfragen behandelt, die diese Zeitspanne charakterisieren:
- Wie kann ein Unternehmenssystem von Planungszielen entwickelt werden?
- Wie können Probleme der methodischen Informationsverarbeitung gelöst werden?

Instrumente und Checklisten wurden entwickelt, um die Prozesse und Entscheidungen der Unternehmen für eine erfolgreiche Unternehmensentwicklung zu strukturieren. Christopher Alexanders Arbeit spielt eine wichtige Rolle bei der Entwicklung der Designmethodologien, er widmete seine Aufmerksamkeit der Problematik von Form und Zusammenhang und der Demontage komplexer Designherausforderungen in einzelne Bestandteile, um sich einem konkreten Lösungsansatz anzunähern. Seine Absicht war, mehr Rationalismus und Struktur in die Lösung von Designproblemen zu bringen, eine Absicht, die fundamental für Designmanagement ist.
In diesem Zeitraum waren die Hauptakteure im Designmanagement Michael Farr, Horst Rittel, HfG Ulm, Christopher Alexander, London Business School, Peter Gorb, das Design Management Institute und die Royal Society of Arts. Debatten in der Designdisziplin behandelten unter anderem die Themen Designwissenschaft, Design-Methodik, böse Probleme (wicked problems), Ulmer Methodologie, Neues Deutsches Design, Semiotik und Szenario-Techniken.

#### Managen von Design als eine strategische Komponente (1980er und 1990er)
In den 1980er Jahren realisierten Manager vermehrt die ökonomischen Auswirkungen von Design, wodurch die Nachfrage nach Designmanagement stieg. Da Unternehmen sich nicht sicher waren, wie genau Design gemanagt werden soll, entstand eine Markt für mehrere spezialisierte Beratungsunternehmen. Diese Fachberatungen im Bereich Designmanagement halfen Unternehmen beim Management des Produktentwicklungsprozesses mit den Dienstleistungen Marktforschung, Konzeption, Projektentwicklung, Kommunikation und Markteinführung, sowie die Positionierung von Produkten und Unternehmen.
Im Jahr 1990 wurden zwei wichtige Publikationen veröffentlicht: die Publication of Design Management – A Handbook of Issues and Methods von Mark Oakley (Herausgeber) und Publication of Design Management – Papers from the London Business School von Peter Gorb (Herausgeber). Der beschriebene Methoden-getriebene Designmanagementansatz, der seinen Ursprung in den 1970er Jahren hat, half die Kommunikation mit anderen Fachabteilungen (u. a. Konstruktion und Marketing) zu verbessern und gab Design eine kommunikativere und zentralere Rolle im Unternehmen. Die neuen Methoden waren unter anderen Trendforschung, Produkt-Effekt Triade, Stil-Mapping, Milieus und Produkt-Screenings.
Bei Philips führt der Senior Design Direktor Robert Blaich ein Designmanagementsystem im Jahr 1980 ein, dass Design, Produktion und Marketing als eine Einheit betrachtet. Dies war ein wichtiger Beitrag zur Definition von Design als ein Kernelement im Business. In der Designabteilung von Phillips wird Stefano Marzano CEO und CD im Jahr 1991. Er setzt die Arbeit seines Vorgängers Robert Blaich fort, Designprozesse an Geschäftsprozessen anzupassen und die Designstrategie als wichtiges Element der Geschäftsstrategie zu implementieren.
In dieser Zeit wurden in der Management Gemeinschaft die Themen Managementtheorie, Positionierungsstrategie, Markenmanagement, strategisches Management, Advertisement, wettbewerbsfähige Strategie, Führung, Unternehmensethik, Mass Customization, Kernkompetenzen, strategische Absicht, Reputation Management und System-Theorie / Wissenschaft diskutiert. Die wichtigsten Themen und Debatten im Designmanagement waren operatives, taktisches und strategisches Designmanagement, Designleadership, Design-Thinking und Corporate Identity.

#### Managen von Design für Innovation (2000er und 2010er)
Mit dem Beginn des 21. Jahrhunderts nimmt Designmanagement eine strategischere Rolle in Geschäftsprozessen ein und akademische Programme für Designmanagement werden in Unternehmen und Design-Hochschulen vermehrt eingerichtet. Zur gleichen Zeit wird Designmanagement auf Ebene der Europäischen Union als eine Funktion des Wettbewerbsvorteils für Unternehmen und Nationen erkannt und subventioniert. Die wichtigsten Themen und Debatten in dieser Zeit sind strategisches Designmanagement, Designleadership und Produkt-Service-Systeme. Designmanagement wird durch die folgenden Trends in der Disziplin Design beeinflusst: Nachhaltiges Design, Inklusive Design, Interactive Design, Designprobes, Produkt-Kliniken und Co-Design. Aus dem Management wird es von folgenden Trends beeinflusst: Open Innovation und Design Thinking.

### Erwähnung des Begriffs Designmanagement
Die Architekten Brunton, Baden Hellard und Boobyer formulieren den Begriff Architektur-Management 1964 und heben die Spannung und die Synergie zwischen dem Management von individuellen Projekten (Job-Management) und dem Management des Geschäfts (Office-Management) hervor. Obwohl sie den Begriff Designmanagement nicht nutzen, beleuchteten sie identische Fragestellungen.
1965 wurde der Begriff Designmanagement erstmals in einer Reihe von Artikeln im Magazin Design Journal veröffentlicht. Diese Serie umfasst eine Vor-Veröffentlichung des ersten Kapitels des Buches Design Management von Michael Farr, das als der erste umfassende Literaturbeitrag über Designmanagement betrachtet wird. Seine Gedanken über Systemtheorie und Projektmanagement führten zu einem Rahmen für den Umgang mit Design als Business-Funktion auf Unternehmensführungebene, indem sie die Sprache und die Methoden zum effektiven Management darlegte.

### Politik (bis 2000er)

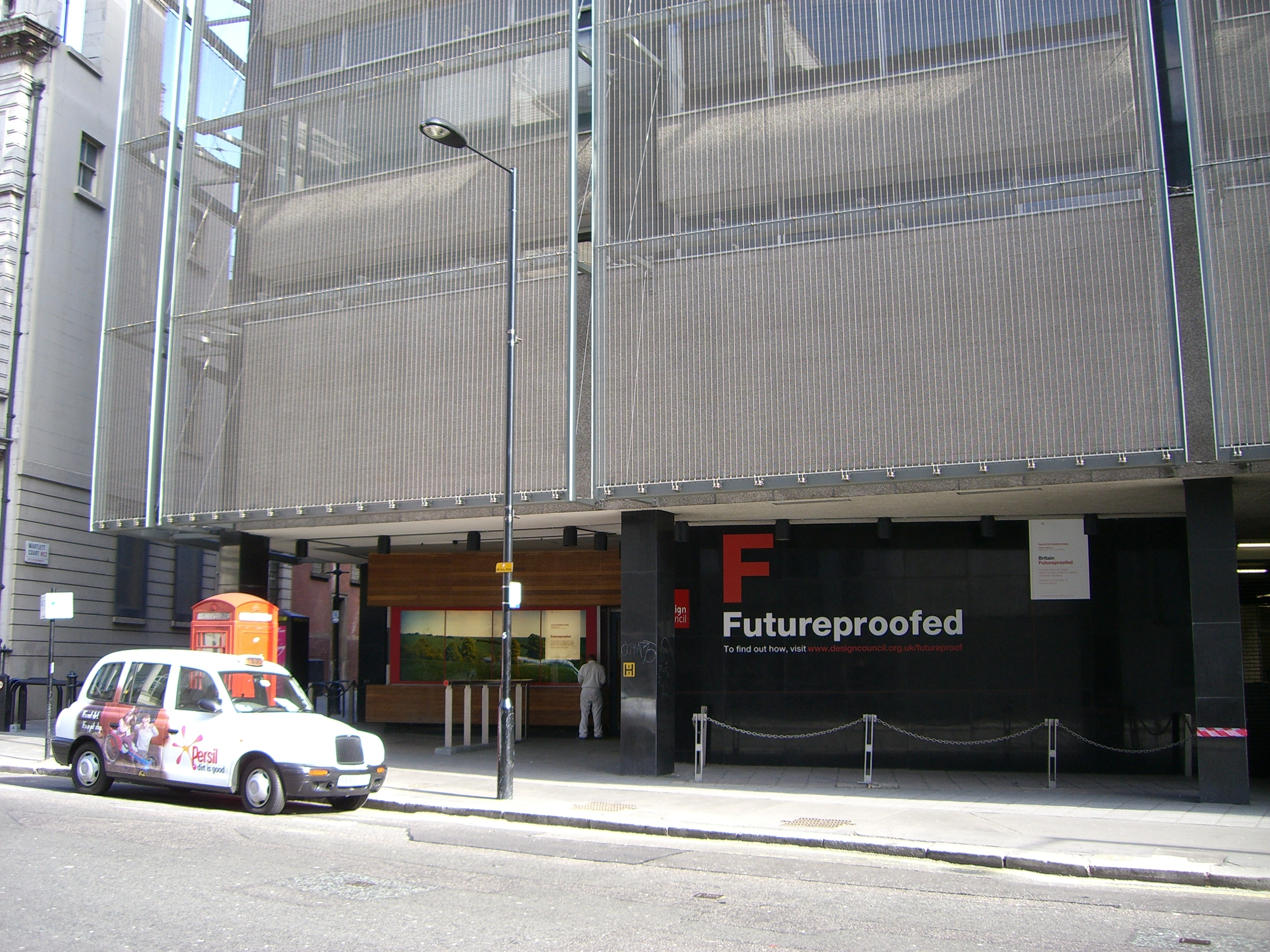
Das British Design Council wurde 1944 gegründet, um Design in der britischen Industrie zu fördern.

Designpolicies haben eine lange Geschichte und reichen zurück ins Ende des 19. Jahrhunderts, als Designprogramme mit ihren Wurzeln in der Handwerkskunst in Schweden (1845) und Finnland (1875) initiiert wurden. 1907 wurde der Deutsche Werkbund von zwölf Architekten und zwölf Wirtschaftsunternehmen in München gegründet. Es handelte sich um ein staatlich gefördertes Projekt, um besser mit Großbritannien und den USA bei der Integration von traditionellem Handwerk in industrielle Massenproduktionstechniken zu konkurrieren. Der Erfolg des Deutschen Werkbunds inspiriert eine Gruppe von britischen Designern, Industriellen und Geschäftsleuten (die die Organisation auf der Werkbund Ausstellung 1914 in Köln gesehen haben) die Design and Industries Association zu gründen und sich für eine stärkere Beteiligung der Regierung bei der Förderung von gutem Design einzusetzen. 1944 wird Designmanagement als Managegen von design policies durch die britische Regierung eingesetzt. Das British Design Council wurde im Jahr 1944 von der britischen Kriegszeitregierung als Council für Industriedesign gegründet, mit der Zielsetzung mit allen praktischen Mitteln die Verbesserung von Design in Produkten der britischen Industrie zu promoten.
Deutschland realisierte die nationale Bedeutung von Design während des Zweiten Weltkrieges. Zwischen 1933 und 1945 instrumentalisierte Adolf Hitler Design, Architektur und Propaganda zur Inszenierung seiner Macht, am beispielhaftesten gezeigt durch die jährlichen Reichsparteitage in Nürnberg am 5. September. Heinrich Himmler koordinierte verschiedene Designaktivitäten für Hitler, darunter die komplett-schwarze SS-Uniform (designt von Prof. Karl Diebitsch und Walter Heck 1933), das Dachau Konzentrationslager (designed von Theodor Eicke und Prototyp für andere Nazi-Konzentrationslager) und die Wewelsburg (redesign beauftragt von Heinrich Himmler 1944).
Seit den 1990er Jahren verstärkt sich der Trend der Designpromotion und Regierungen nutzen Design als Teil ihrer Bemühungen zur Förderung von Technologie, Fertigung und Innovation. Eine sehr umfassende Analyse zur Situation des Designs auf nationaler Ebene in Großbritannien ist der Cox Review. Der Vorsitzende des Design Councils, Sir George Cox, veröffentlicht den Cox Review of Creativity in Business (2005), um den Wettbewerbsvorteil von Design für die britische Industrie zu kommunizieren.

### Promotion und Konferenzen (bis 2000er)

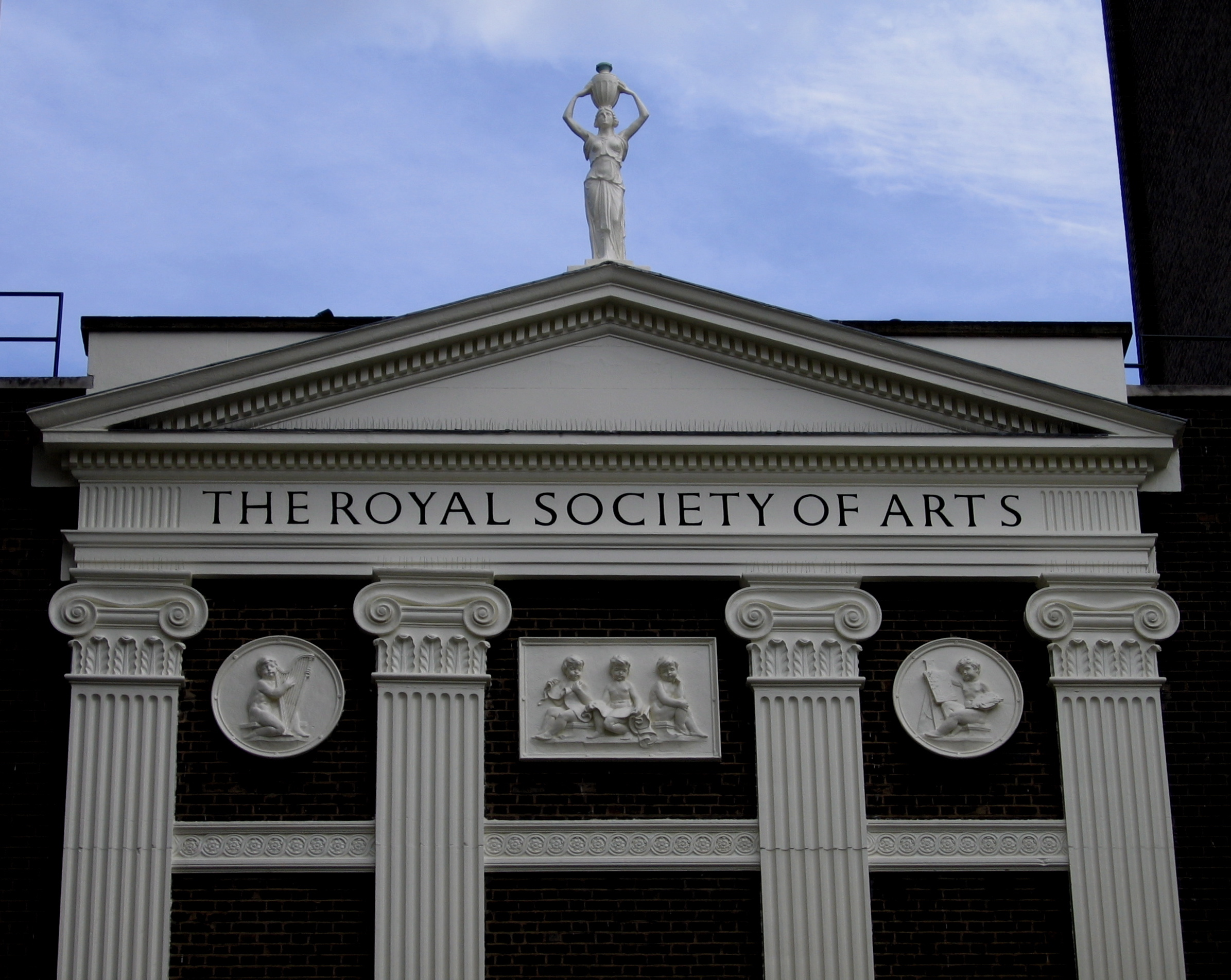
Die Royal Society of Arts in London ist eine der ersten Institutionen, die Designmanagement unterstützen. Sie vergab die erste präsidialen Auszeichnung für Designmanagement 1964.

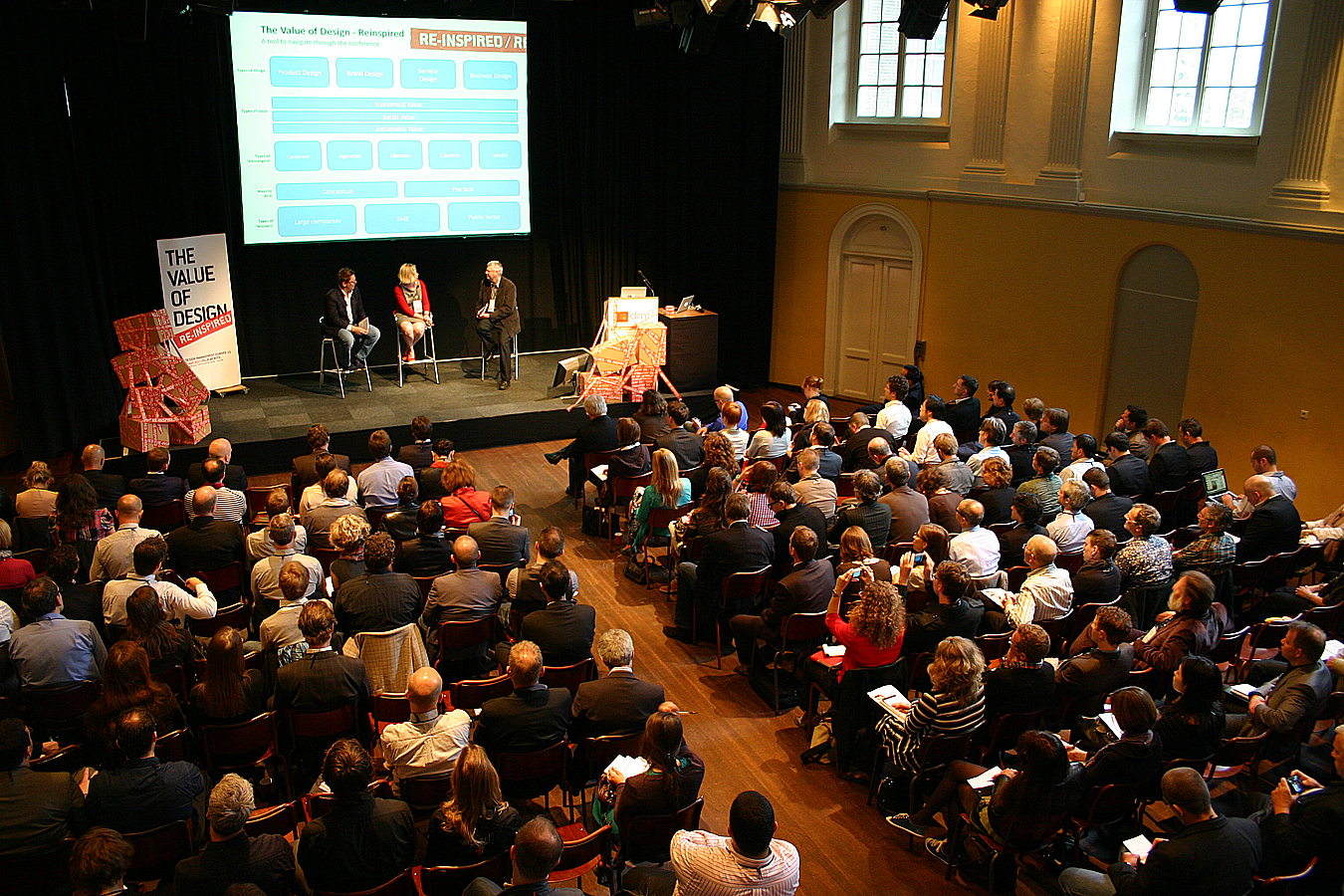
Die 15. Europäisch Internationale Design Management Konferenz, organisiert durch das Design Management Institut.

In den USA gründete der Chicagoer Industrielle Walter Paepcke, von der Container Corporation of America, die Aspen Design Konferenz, um Manager und Designer (zum Vorteil beider) näher zusammenzubringen. Im Jahr 1951 wurde als erstes Konferenztitel Design als eine Funktion des Managements gewählt, um die Teilnahme der Management-Gesellschaft zu gewährleisten. Nach mehreren Jahren stoppten die Manager teilzunehmen, da die wachsende Beteiligung von Designern den Dialog veränderte, wobei nicht mehr auf die Zusammenarbeit von Management und Design fokussiert wurde, sondern vielmehr auf das Versagen der Management-Community den Wert von Design zu verstehen.
Die Royal Society of Arts Präsident-Medaillen für Designmanagement wurden im Juni 1964 eingeführt, um herausragende Beispiele von Designpolicen in Organisationen anzuerkennen, die einen gleichbleibend hohen Standard in allen Bereichen von Designmanagement pflegten, durch alle Branchen und Disziplinen hindurch. Mit dieser Auszeichnung führte die RSA den Begriff Designmanagement ein. Im Jahr 1965 wurden die ersten Medaillen an vier Unternehmen (Conran & Co Ltd., Jaeger & Co Ltd., S. Hille & Co Ltd. und W. & A. Gilbey Ltd.) in der Kategorie aktuelle Leistungen vergeben und zwei Unternehmen (London Transport and Heal and Son Ltd.) in der Kategorie lange Pionierarbeit im Bereich Designmanagement. Der Jury gehörten Vertreter des RSA Councils und der Fakultät der Royal Designers for Industry an.
Das Design Management Institut wurde 1975 am Massachusetts College of Art in Boston gegründet. Seit Mitte der 1980er Jahre ist das Design Management Institut eine internationale Non-Profit-Organisation, die das Bewusstsein für Design als ein wesentlicher Bestandteil der Unternehmensstrategie zu erhöhen versucht. Ein Jahr später wurde die erste Konferenz organisiert. Das Design Management Institut erhöht seine internationale Präsenz und gründet die European International Conference on Design Management im Jahr 1997 und ein professionelles Weiterbildungsprogramm in Designmanagement. Heute ist das DMI eine führende Instanz und internationale Autorität im Bereich Designmanagement.
In 2007 finanziert die Europäische Kommission das ADMIRE-Projekt (Award for Design Management Innovating and Reinforcing Enterprises) für die Dauer von zwei Jahren als Teil der Pro Inno Europe Initiative (Anlaufstelle für Innovationspolicyanalyse und -entwicklung). Ein besonderer Schwerpunkt des Projektes lag in der Förderung von KMU’s (kleine und mittlere Unternehmen). Ziel war es Unternehmen zu fördern Designmanagementprozeduren einzuführen, um ihre Wettbewerbsfähigkeit zu verbessern, Innovation zu fördern, eine europäische Wissenstauschplattform zu etablieren, einen Europäischen Design Management Award zu organisieren und Designmanagement zu promoten.

### Ausbildung (bis 2000er)

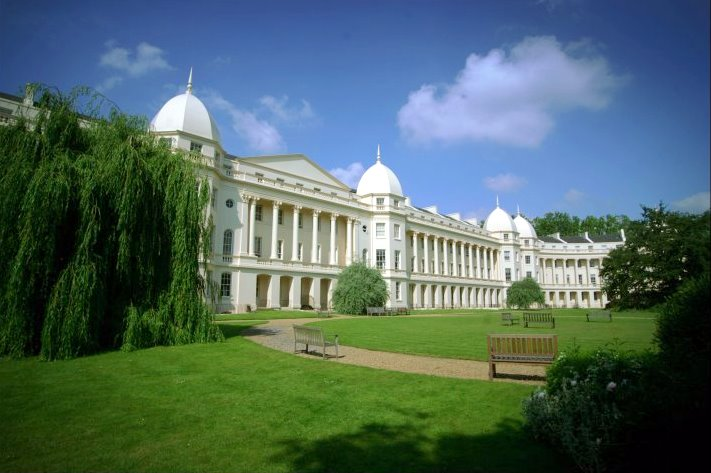
Design-Management wurde erstmals auf der London Business School gelehrt, im Jahr 1976.

Der Weg zur Lehre von Design an Manager ist an der London Business School im Jahr 1976 geebnet worden und wurde dort auf einer Vollzeit-Basis seit 1982 unterrichtet. Peter Gorb, ein Life-Fellow des Design Management Institutes und ein Long-Life-Fellow des RSA hat die Designmanagement-Abteilung mehr als 20 Jahren geführt und wird als Ziehvater des Designmanagements gesehen. Er definierte die Klassifikation von Design 1976 und publizierte sein Buch Design and its use by managers zwei Jahre später. Das erste Programm für Designmanagement an einer Designhochschule begann in den 1980er Jahren an der Royal College of Art, DeMontfort und Middlesex Staffordshire. Allerdings waren in Großbritannien viele der Kurse nicht nachhaltig, zum Beispiel wurde der Kurs am RSA geschlossen, sowie der MBA in Westminster. Andere Kurse kamen jedoch durch und setzen die Ausbildung fort, zum Beispiel Brunel, Salford und Lancaster.
1991 gründet die University of Art and Design Helsinki das Institute for Design Leadership and Management und bietet ein internationales Trainingsprogramm an. Die Internationale Design Management Konferenz wurde im selben Jahr von der University of Art and Design Helsinki organisiert. Einige Jahre später, 1995, kooperieren die Hochschulen Helsinki School of Economics (HSE), University of Art and Design Helsinki (TaiK) und University of Technology (TKK) in der Gestaltung des International Design Business Management Programs (IDBM), welches sich zum Ziel setzt Experten aus verschiedenen Bereichen im Design-Business-Management zusammenzubringen.
Im Jahr 1995 bietet die University of Oxford ein Design Leadership Stipendium an und die Stanford University gründet das Institut für Design, die D-school. Seit 2006 bietet die Hochschule Luzern als erste Hochschule der Schweiz und als Teil der Kunst- und Designfakultät ein vollständig englischsprachiges Programm auf der Bachelorstufe an. Die finnische Aalto-Universität wird im Januar 2010 aktiv und ist ein Zusammenschluss der drei etablierten finnischen Universitäten, die schon seit 1995 in einem Designmanagementprogramm kooperieren: Helsinki School of Economics (HSE), University of Art and Design Helsinki (TaiK) und University of Technology (TKK).

### Forschung
Das erste internationale Forschungsprojekt in Designmanagement (TRIAD) wurde durch das Design Management Institut und die Harvard Business School im Jahr 1989 initiiert. Im selben Jahr wird der Design Management Review durch das Design Management Institut publiziert, als erstes (und bis heute einziges) Magazine, dass sich ausschließlich auf Designmanagement fokussiert.
Die Literatur der Designmanagementforschung unterteilt sich in zwei verschiedene Arten von Studien:
- Organisatorische Studien: Design im Wirtschaftssektor[Anm. 4] oder Design in großen Unternehmen, wie Philips oder Olivetti[Anm. 5]
- Beschreibende Studien für spezielle Methoden im Designmanagement[Anm. 6]

Design und Designmanagement haben verschiedene Generationen von Theorien erlebt. Design fokussierte in seiner ersten Generation auf das Objekt, in der zweiten auf den Prozess und in der dritten auf den Benutzer. Ähnliche Verschiebungen gibt es im Management und im Designmanagement in fast parallelen Schritten. Brigitte Borja de Mozota hat dies für Designmanagement mit Findeli’s Bremen Modell als theoretischem Rahmen dargestellt. Es ist schwierig vorherzusagen in welche Richtung Designmanagementforschung sich entwickeln wird, aber es gibt noch einige weiße Felder auf der Landkarte von Designmanagementforschung.

## Verschiedene Typen
Verschiedene Arten von Designmanagement existieren, abhängig von der Art und strategischen Orientierung des Unternehmens:

### Produkt-Designmanagement

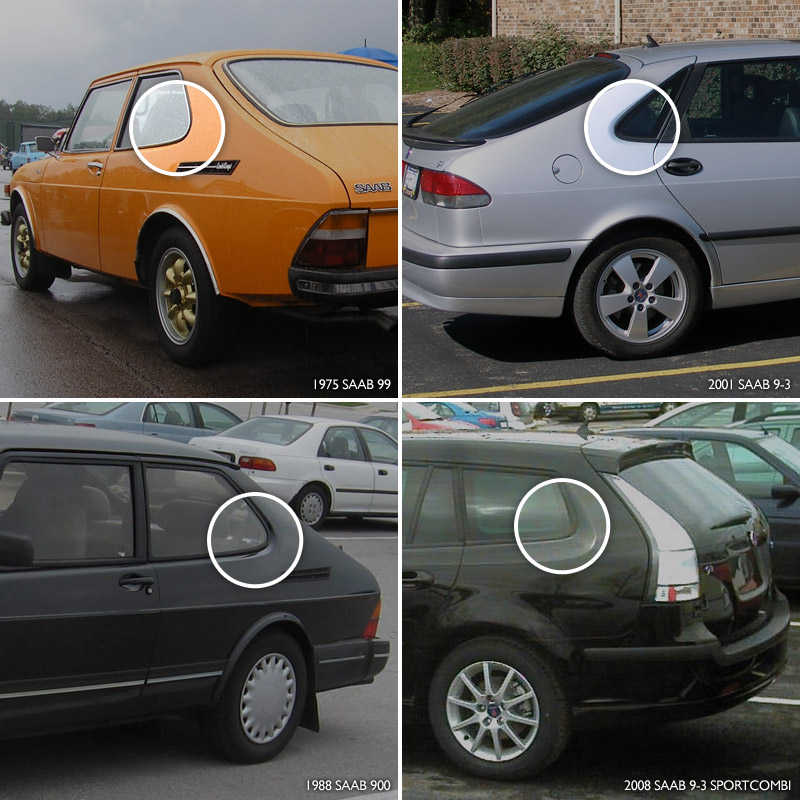
Produkt-Designmanagement hilft ein unverwechselbares Design zu erstellen. Das Bild zeigt den Saab Hockeyschläger als Automobil-Designmerkmal.

In Produktentwicklungsfokussierten Unternehmen liegt der Schwerpunkt von Designmanagement hauptsächlich auf dem Produkt-Designmanagement, einschließlich starkem Austausch mit Produktdesign, Produktmarketing, F&E und Produktneuentwicklungen. Diese Perspektive von Designmanagement basiert vor allem auf Ästhetik, Semiotik und ergonomischen Aspekten des Produkts, um die Produktqualität auszudrücken und diverse Produktgruppen und Produkt-Designplattformen zu managen.

### Brand-Designmanagement
Marken-Designmanagement arbeitet entweder für Unternehmenmarken oder für Produktmarken. Die Marke ist der Kern, das Designmanagement konzentriert sich dann auf Markenerlebnis, Kundenberührungspunkte, Zuverlässigkeit, Anerkennung und Vertrauensbeziehungen. Das Design, wie alle Elemente der Marke, wird stark von der Markenvision und -strategie getrieben.

#### Unternehmensmarken-Designmanagement
Markt- und Markenfokussierte Unternehmen beschäftigen sich mit dem Ausdruck und der Wahrnehmung der Unternehmensmarke. Unternehmensmarken-Designmanagement implementiert, entwickelt und pflegt die Unternehmensidentität und -marke. Diese Art des Markenmanagements ist stark verankert in der Organisation, um Unternehmens-Designaktivitäten zu kontrollieren und zu beeinflussen. Das Designprogramm übernimmt die Rolle von Qualitäts-Programmen in vielen Bereichen der Organisation (Internal Branding). Es ist stark verknüpft mit Strategie, Unternehmenskultur, Produktentwicklung, Marketing, Organisation und der technologischen Entwicklung. Um eine konsistente Unternehmensmarke zu erhalten, ist es wichtig, stille Designer (Designentscheider ohne Designausbildung) zu involvieren und Designsensibilisierung der Mitarbeiter zu fördern. Eine kreative Kultur, Wissensaustauschprozesse, eine starke Vision, Designführung und gute Arbeitsbeziehungen unterstützen die Arbeit des Unternehmensmarken-Designmanagers.

#### Produktmarken-Designmanagement
Der Schwerpunkt von Produktmarken-Designmanagement liegt nicht auf der Unternehmensebene, sondern auf der Ebene einzelner Produkte bzw. Produktfamilien. Produktmarken-Designmanagement ist verknüpft mit F&E, Marketing und Markenmanagement und ist stark in der Fast-Moving-Consumer-Goods-Industrie (FMCG-Industrie) vertreten. Es ist verantwortlich für die visuelle Ausdrucksformen der einzelnen Produktmarken, mit seinen vielfältigen Kunden-Marken Berührungspunkten und die Ausführung der Marke über das Design.

### Service-Designmanagement

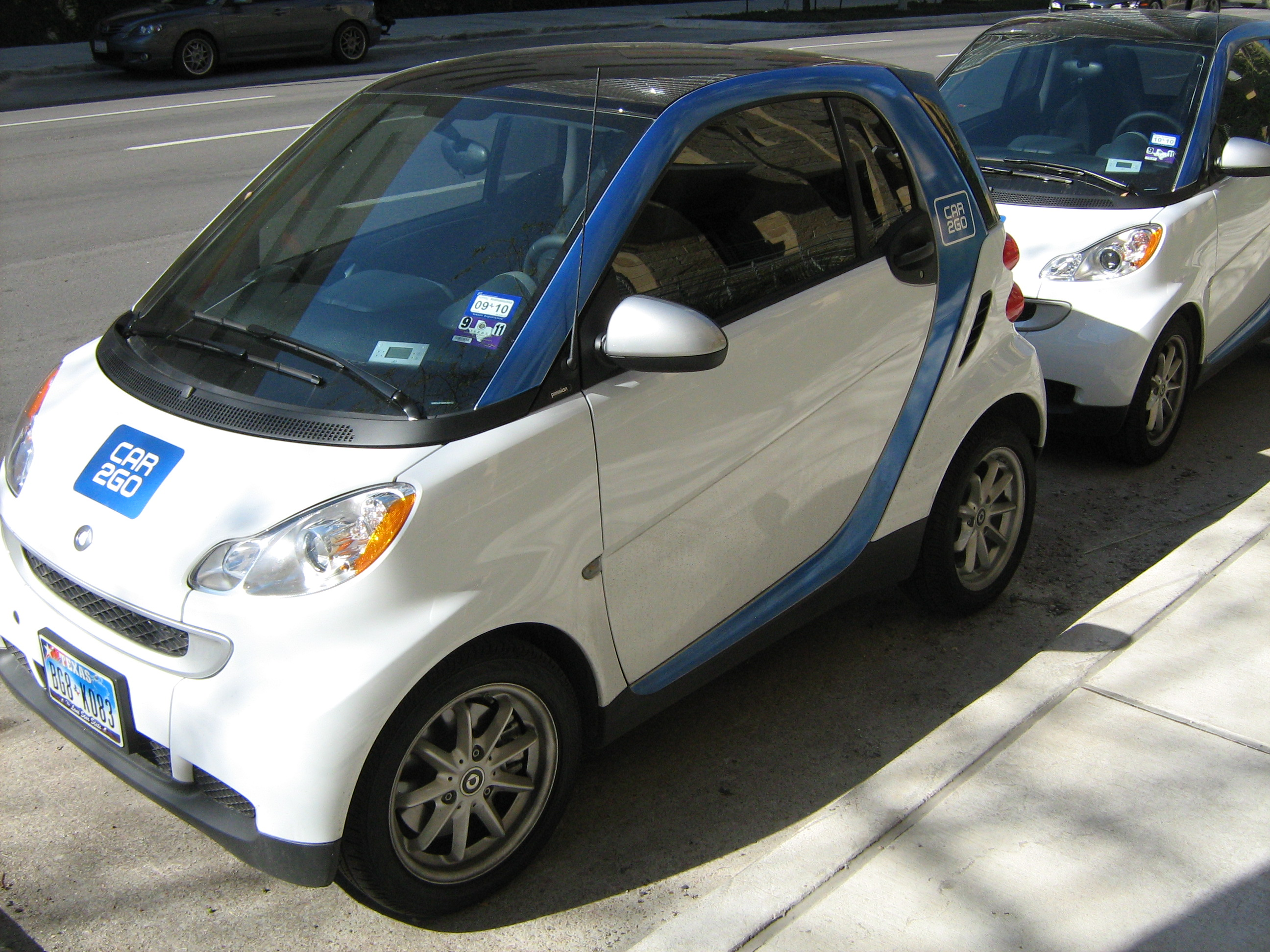
Service-Designmanagement beschäftigt sich mit der neu entstehenden Disziplin der Gestaltung von Dienstleistungen. Das Bild zeigt das Car2Go-Konzept von Daimler in Austin, Texas.

Service-Designmanagement beschäftigt sich mit der neu entstehenden Disziplin der Gestaltung von Dienstleistungen. Es ist die Aktivität der Planung und Organisation von Menschen, Infrastruktur, Kommunikation und Materialkomponenten einer Dienstleistung für die Verbesserung seiner Qualität, die Interaktion zwischen Dienstleister und Kunden, sowie die Erlebniswelt des Kunden. Die zunehmende Bedeutung und Größe des Dienstleistungssektors, sowohl im Hinblick auf Beschäftigte als auch die wirtschaftliche Bedeutung, erfordert es Dienstleistungen akkurat zu gestalten, um wettbewerbsfähig zu bleiben und attraktiv für den Kunden zu bleiben. Designmanagement konzentriert sich traditionell auf die Gestaltung und Entwicklung von Industrieprodukten. Service-Designmanager können viele theoretische und methodische Ansätze von Produkt-Designmanagement nutzen. Das systematische und strategische Management von Service Design hilft den Unternehmen Wettbewerbsvorteile zu gewinnen und neue Märkte zu erobern. Unternehmen, die proaktiv die Interessen ihrer Kunden identifizieren eröffnen sich neue und profitable Chancen, wenn sie Dienstleistungsangebote gestalten, die dem Kunden gute und angenehme Erlebnisse bieten.
Unternehmen im Dienstleistungssektor sind innovativ, indem sie die IHIP-Herausforderung adressieren:
- Dienstleistungen sind immateriell (Intangible), sie haben keine physikalische Form und können vor dem Kauf nicht angesehen oder nach Hause mitgenommen werden.
- Dienstleistungen sind heterogen (Heterogen), denn im Gegensatz zu materiellen Produkten sind keine zwei Dienstleistungserfahrungen gleich.
- Dienstleistungen sind untrennbar miteinander verbunden (Inseparable), weil der Akt der Erbringung einer Dienstleistung untrennbar vom Akt des Verbrauchens ist.
- Dienstleistungen sind vergänglich (Perishable), sie können nicht inventarisiert werden.

Durch die spezifischen Eigenschaften von Dienstleistungen unterscheidet sich Service-Designmanagement vom Produkt-Designmanagement in mehreren Punkten. Zum Beispiel birgt die Anwendung von internationalen Trading-Strategien von Dienstleistungen große Probleme, da die Entwicklung der Dienstleistung „aus einer handwerklichen Einstellung zur Industrialisierung von Dienstleistungen“ nach der Entwicklung von neuen Werkzeugen, Konzepten und Strategien verlangt. Während Waren zentral hergestellt und rund um den Globus geliefert werden, müssen Dienstleistungen am Ort des Verbrauchs ausgeführt werden, dies macht es nicht nur für globale Qualitätskonsistenz schwierig, sondern auch für eine effektive Kostenkontrolle.

### Business-Designmanagement

Business-Designmanagement beschäftigt sich u. a. mit der Entwicklung von Geschäftsmodellen. Das Bild zeigt das Geschäftsmodell-Template von Alexander Osterwalder.

Business-Designmanagement beschäftigt sich mit dem neu entstehendem Bereich der Integration von Design Thinking in Management. In Organisations- und Management-Theorie formt Design Thinking einen Bestandteil des Architektur / Design / Anthropologie (A / D / A) Paradigmas, das durch innovative, Menschen-zentrierte Unternehmen charakterisiert wird. Dieses Paradigma konzentriert sich auch auf eine kooperativen und iterativen Stil der Arbeit und eine adductive Denkweise, im Vergleich zu Praktiken verbunden mit den eher traditionellen Mathematik / Economics / Psychologie (M / E / P) Management-Paradigmen. Seit 2006 ist der Begriff Business Design von der Rotman School of Management markenrechtlich geschützt, sie definieren Business Design als die Anwendung von Design Thinking Prinzipien in die betriebliche Praxis. Die designerische Weg der Problemlösung ist eine integrative Denkweise, die durch ein tiefes Verständnis für den Anwender, kreative Lösung, kollaboratives Prototyping und kontinuierliche Verbesserung von Ideen und Lösungen charakterisiert wird. Dieser Ansatz zur Problemlösung kann auf alle Komponenten des Geschäfts angewendet werden und das Management hiervon wird als Business-Designmanagement verstanden. Obwohl die Rotman School of Management den Begriff Business Design geschützt hat, bieten andere Hochschulen ähnliche akademische Ausbildungskonzepte an, wie zum Beispiel die Aalto-Universität in Finnland mit dem International Design Business Management (IDBM) Programm (seit 1995).

### Urban-Designmanagement

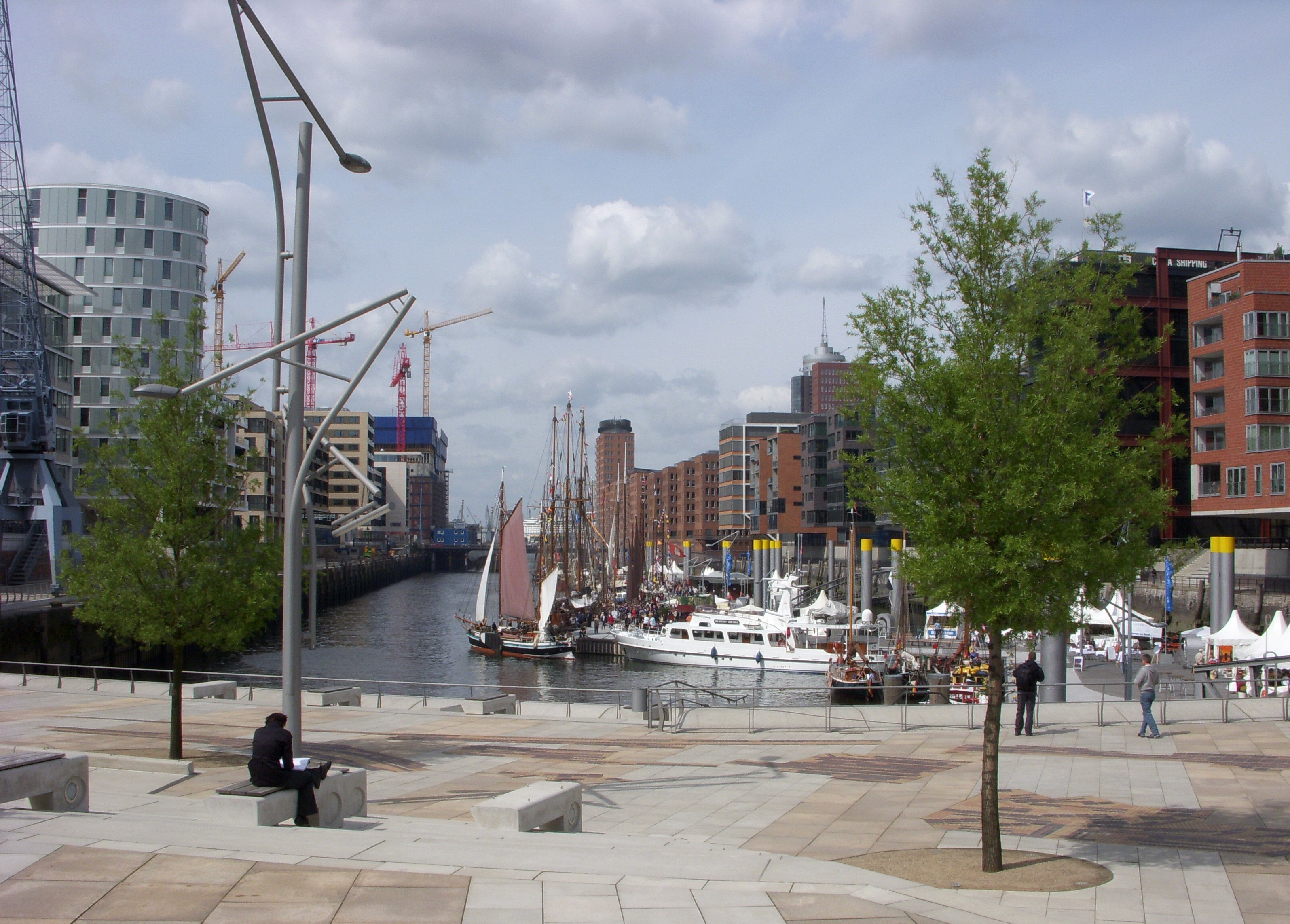
Urban-Designmanagement trägt zur Entwicklung von Stadtquartieren bei. Das Bild zeigt die Neu-Entwicklung der Hafencity in Hamburg, Deutschland.

Urban-Designmanagement ist in der Vermittlung zwischen verschiedenen Interessengruppen involviert, die in die Entwicklung und Umsetzung von Bauprojekten einbezogen sind. Eine derartige Vermittlung kann eine gemeinsame Suche nach beiderseitig vorteilhaften Ergebnissen fördern sowie eine integrative Entwicklung. Diese verknüpft Akteure auf verschiedenen Ebenen und Zusammenhängen und zielt auf eine nachhaltige Lösung durch Erhöhung der Stakeholder-Zufriedenheit ab.
Konventionelle Immobilienentwicklungs- und Stadtplanungsaktivitäten sind umgeben von streitenden Interessen und Feilschen um Positionen. Integrative Verhandlungsansätze mit gegenseitigen Gewinnen sind bisher in der Raumplanung und im Umweltmanagement angewandt worden, jedoch nicht an der Schnittstelle von Immobilienentwicklung, Stadtgestaltung und Stadtplanung. Urban-Designmanagement umfasst die Neuordnung der Kette von Ereignissen in der Produktion der gebauten Umwelt nach den Grundsätzen der integrativen Verhandlung. Dieses sachbezogene Verhandeln kann in der Stadtentwicklung und Planung von Aktivitäten genutzt werden, um effizienter zu Vereinbarungen zu kommen. Der Ansatz von Urban-Designmanagement zielt ab, auf eine Erhöhung der Stakeholder-Zufriedenheit, sowohl im Prozess, als auch mit den Inhalten der Stadtentwicklung. Dies führt zu integrativen Entwicklungen und nachhaltigeren Möglichkeiten zur Umsetzung des Bauprojektes.
Urban-Designmanagement bietet präskriptive Beratung für Praktiker, die Stadtplanungsaktivitäten in einer Weise umsetzen möchten, um Stakeholder-Zufriedenheit durch Nachhaltigkeit zu erhöhen. Immobilienentwicklung und Stadtplanung treten oft auf sehr unterschiedlichen Entscheidungs-Ebenen auf und die beteiligten Praktiker können vielfältige schulische und berufliche Hintergründe haben, mit oft widersprüchlichen Interessen. Die Bereitstellung präskriptiver Beratung für unterschiedliche und widersprüchliche Gruppen erfordert die Entwicklung eines Rahmens, der alle ihre täglichen Aktivitäten und Verantwortlichkeiten einbezieht. Urban-Designmanagement bietet einen gemeinsamen Rahmen, um die üblichen Praktiken der Stadt- und Regionalplanung, Immobilienentwicklung und Stadtgestaltung zusammenzubringen.
Die Arbeit an Integrative Negotiation Consensus Building und Mutual Gains Approach liefert einen hilfreichen theoretischen Rahmen für die Theorieentwicklung des Städtebaumanagements. Verhandlungstheorien bieten einen nützlichen Rahmen für die Zusammenführung der verschiedenen Perspektiven von Stadtplanung, Stadtgestaltung und Immobilienprojektvorschläge zur Entwicklung von der gebauten Umwelt. Interessen, eine Schlüsselrolle in der Verhandlungstheorie, ist eine wichtige Variable, die integrierte Entwicklung, wie oben definiert, ermöglicht aufzutreten. Die Arbeit von Roger Fisher und William Ury (1981) Getting to YES! empfiehlt Interessenvertretern auf gemeinsame Interessen und gegenseitigen Gewinne zu fokussieren, anstatt über subjektive Positionen zu feilschen.

### Architekturmanagement

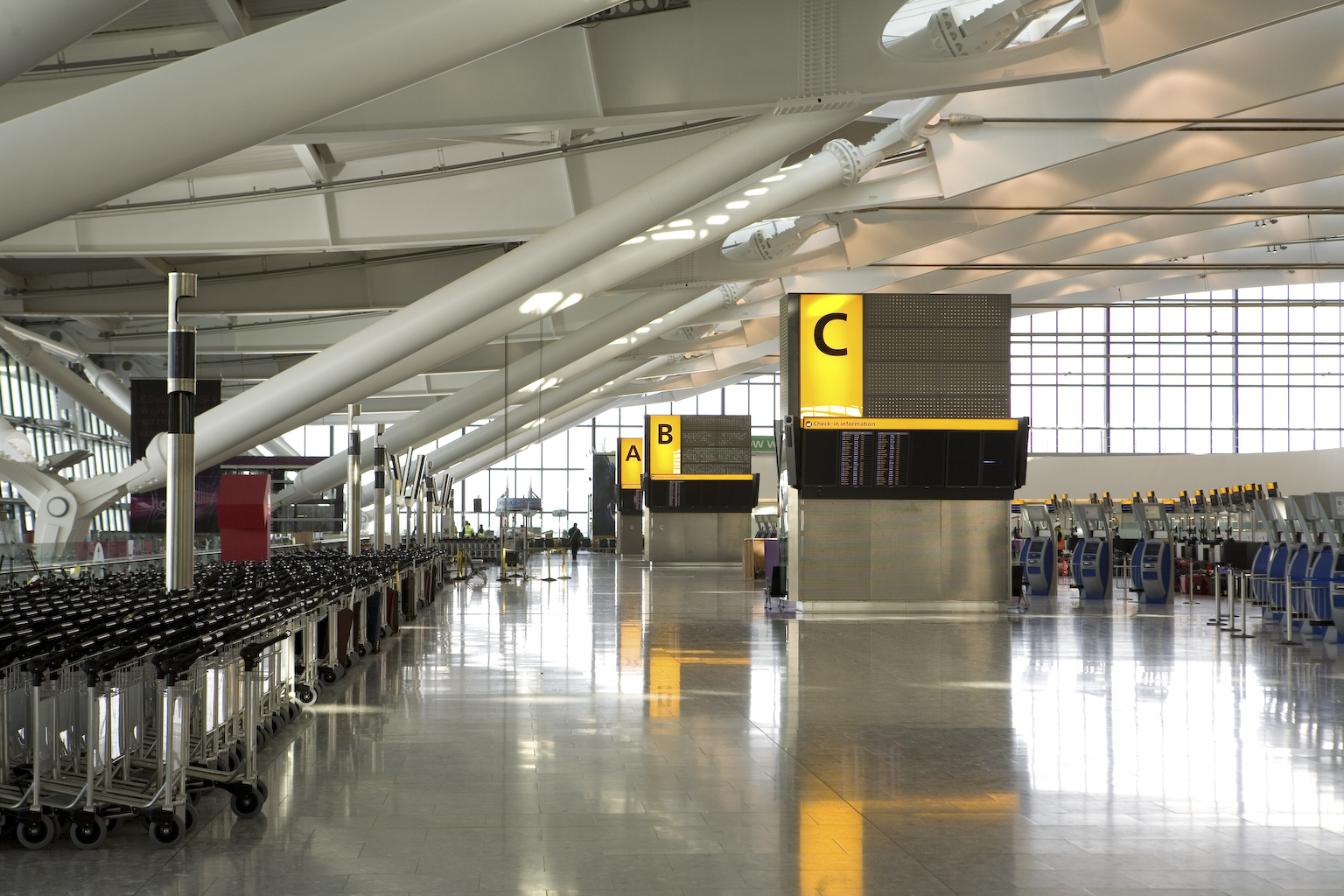
Architektur-Designmanagement trug zur Entwicklung von Heathrow Terminal 5 und Heathrow Express bei, durch das Management der Design-Entwicklung und der Anwendung visionärer Führung.

Architekturmanagement kann definiert werden als ein geordnetes Denken, das hilft ein Qualitätsgebäude zu akzeptablen Kosten zu realisieren oder als eine Prozessfunktion mit dem Ziel der Bereitstellung von größeren architektonischen Wert für den Kunden und die Gesellschaft. Ein Forschungsprojekt von Kiran Gandhi beschreibt architektonisches Management als Gegenstand der praktischen Aspekte für einen Architekten, um erfolgreich in seiner Praxis zu arbeiten. Der Begriff Architekturmanagement wird seit den 1960er Jahren verwendet. Die Entwicklung des Gebietes des Architekturmanagements ist nicht reibungslos vonstattengegangen. Architekturbüros wurden erst nach dem Zweiten Weltkrieg als ein Geschäft betrachtet, und selbst dann waren Praktiker beschäftigt mit dem Konflikt zwischen Kunst und Kommerz und die Gleichgültigkeit des Managements. Es war ein offensichtlicher Konflikt zwischen dem Bild eines Architekten und dem Bedarf der professionellen Betreuung des Architekturgeschäfts. Die Zurückhaltung bei Management und Business als fester Bestandteil der architektonischen Praxis spiegelte sich auch in architektonischen Bildungsprogrammen und Publikationen wider. Architekturmanagement gliedert sich in zwei unterschiedliche Teile: Büro oder Praxis-Management und Projektmanagement. Office Management schafft einen allgemeinen Rahmen, in dem viele einzelne Projekte begonnen, verwaltet und abgeschlossen werden. Architekturmanagement erstreckt sich zwischen dem Management des Design-Prozesses, Bau- und Projektmanagement bis hin zu Facility Management von Gebäuden im Einsatz.

## Geschäftswelt

### Wert für die Geschäftswelt
Design spielt eine entscheidende Rolle in der Produkt- und Markenentwicklung und ist von großer wirtschaftlicher Bedeutung für Organisationen und Unternehmen. Kreativität und Design im Besonderen (als Tätigkeit: Designkenntnisse, Methoden und Prozesse) spielen eine wachsende Rolle bei der Schaffung von Produkten und Dienstleistungen mit hohem Mehrwert für die Verbraucher. Innerhalb der weltweiten Exporte aller Kreativwirtschaftsprodukte (Waren und Dienstleistungen) generiert Design 50 % der Einnahmen in der Kreativwirtschaft (die kreativen Mitarbeiter machen 3,1 % der Gesamtbeschäftigung in der EU aus und schaffen einen Umsatz von 2,6 % der EU Bruttowertschöpfung mit einer beispiellosen durchschnittlichen jährlichen Wachstumsrate von 8,7 Prozent zwischen 2000 und 2005). Die zunehmende Bedeutung der Kreativwirtschaft (und vor allem Design) in wissensintensiven Branchen spiegelt sich nicht nur in der Politik und in Studien auf der EU-Ebene wider, sondern hat Design- und Kreativmaßnahmen und -programme in den meisten fortgeschrittenen Volkswirtschaften angestoßen. Design und Kreativität hat sich auf regionaler und lokaler Ebene als Triebkraft für Wettbewerbsfähigkeit, Wirtschaftswachstum, Jobmotor und die Zufriedenheit der Bürger bewiesen. Die Investition in Kultur- und Kreativwirtschaft ist eine wesentliche Komponente in des EU-Wachstum in der Lissabon-Strategie und der Europa 2020 Strategie. Designer sind zunehmend an Innovationsfragestellungen beteiligt. Zum besseren Verständnis vom Wert von Design und seine Rolle in Innovation, haielt die EU eine öffentliche Konsultation auf der Grundlage ihrer Veröffentlichung Design as a driver of user-centred innovation und veröffentlichte die Mini-Studie Design as a tool for innovation. Der Bericht unterstreicht die Bedeutung von Design in User-Centered Innovation und empfiehlt die Integration von Design in die Innovationspolicy der EU. Neben dem Designanteil am Export aller Kreativwirtschaftsprodukte, kann Design auch einen positiven Einfluss auf alle Geschäftsbereiche Performance-Indikatoren haben, von Umsatz und Gewinn bis hin zu Marktanteilen und Wettbewerbsfähigkeit. Designmanagement Forschungsergebnisse können wie folgt klassifiziert werden:
- Design verbessert die Performance der Innovations- und der Kommunikationsstrategie des Unternehmens[Anm. 8]
- Design verbessert die Gesamtleistung des Unternehmens; es ist eine lohnende Investition[Anm. 9]
- Design ist ein Beruf, der Wert auf makroökonomischer Ebene schafft[Anm. 10]
- Design verbessert die Wettbewerbsfähigkeit eines Landes im internationalen Wettbewerb; es entwickelt den Export[Anm. 11]
- Design kann bei der Umstrukturierung eines Wirtschaftssektors in der regionalen Wirtschaftspolicy helfen[Anm. 12]

Ob und wie Designmanagement im Unternehmen angewendet wird hängt häufig mit der Bedeutung und der Integration von Design im Unternehmen zusammen, ist jedoch auch abhängig von der Branche, Unternehmensgröße, Verantwortung für das Design und die Art des Wettbewerbs. Eine Untersuchung des Dänischen Designzentrums (DDC) – die zur dänischen Designleiter führte – zeigt effektiv, wie Unternehmen bereits Design in unterschiedlichen Tiefen interpretieren und anwenden:
1. Kein Design: Unternehmen die Design nicht anwenden (15 % 2007).
2. Design als Styling: Unternehmen die Design als Mittel des Styles einsetzen (17 % 2007).
3. Design als Prozess: Unternehmen die Design in den Entwicklungsprozess mit einbinden (45 % 2007).
4. Design als Innovation: Unternehmen die Design als strategisches Schlüsselelement betrachten (21 % 2007).

Die Untersuchung zeigt, dass Unternehmen, die Design auf einer höheren Ebene der Leiter sehen, beständig wachsen. Darüber hinaus veröffentlichte das dänische Designzentrum eine Bewertung der Wichtigkeit des Designs im Jahr 2006, mit dem Ergebnis, dass die meisten Unternehmen Design als Promotor für Innovation (71 %), als Wachstumspotenzial für das Unternehmen (79 %) und als eine Methode Produkte benutzerfreundlicher zu entwickeln (71 %) betrachten. Mit zunehmenden Bedeutung des Designs für das Unternehmen wird auch Designmanagement immer wichtiger.
Der Wert von Design kann vervielfältigt werden, wenn es gut gemanagt wird. Eine Untersuchung von Chiva und Alegre zeigt, dass es keine Verbindung zwischen Designinvestitionen und unternehmerischem Erfolg gibt, jedoch eine starke Korrelation zwischen Designmanagementfähigkeiten und unternehmerischem Erfolg. Dies bedeutet effizientes und effektives Designmanagement ist entscheidend für die Maximierung des Wertes von Design. Effektives Designmanagement steigert die Effizienz der Operations Management und Prozess-Management, hat einen signifikanten positiven Einfluss auf die Prozess-Management, Qualitäts-Leistung (interne und externe Qualität) und operative Leistung. Zur Messung und Übermittlung des Mehrwertes von Designmanagement schlägt Borja de Mozota vor das Balanced-Score-Card-Modell zu nehmen und den Wert nach folgenden vier Kategorien zu strukturieren:
- Interne Geschäftsprozesse: Designmanagement als Innovationsprozess. Designmanagement bietet Verbesserungen von Unternehmensleistung und -prozesse, wobei diese Art der Innovation und Prozess völlig unsichtbar für Außenstehende ist.
- Lernen und wachsen: Fortgeschrittenes Designmanagement. Design explizites Wissen wird als strategischer Fokus angewendet und verbessert die Mitarbeiterqualität.
- Kunden und Marken: Designmanagement als Wahrnehmung und Marke. Designwissen wird angewendet auf das Unternehmen und seine strategische Positionierung.
- Finanziell: Das historische ökonomisches Designmanagementmodell. Designmanagement bietet einen expliziten und messbaren Mehrwert für den Ruf des Unternehmens und die Börsenentwicklung.

### Verhältnis zu anderen Disziplinen und Abteilungen
In Unternehmen können drei verschiedene Grundorientierungen von Designmanagement identifiziert werden. Diese Orientierungen beeinflussen die Wahrnehmung des Managements und die Verantwortung des Designmanagers in der Organisation. Diese strategische Orientierungen haben einen Markt-, Produkt- oder Markenfokus:
- In Produkt-orientierten Unternehmen liegt die Designverantwortung oft in der Forschungs- und Entwicklungsabteilung.
- In Markt-orientierten Unternehmen liegt die Designverantwortung oft in den Marketingabteilungen.
- In Marken-orientierten Unternehmen liegt die Designverantwortung oft in der Unternehmenskommunikation.

Abhängig von der strategischen Ausrichtung des Unternehmens hat Designmanagement Überschneidungen mit anderen Managementdisziplinen in unterschiedlichem Maße:
- Marketing-Management: Die Konzepte und Elemente des Marketing-Managements überschneiden sich mit denen von Designmanagement. In der Praxis kann Designmanagement ein Teil des Anforderungsprofils eines Marketing-Managers sein, obwohl die Disziplin Aspekte beinhaltet, die nicht im Bereich von Marketing-Management liegen. Diese Überschneidung wird als Brand-Designmanagement bezeichnet und besteht aus den Elementen Positionierung, Persönlichkeit, Zweck-, Personal-, Projekt- und Praxis,[Anm. 13] mit dem Ziel den Markenwert zu steigern.[60]
- Operations Management: Auf der operativen Ebene beschäftigt sich Designmanagement mit dem Management von Designprojekten. Prozesse und Werkzeuge von Operations Management können im Designmanagement bei der Ausführung von Designprojekten angewendet werden.
- Strategisches Management: Durch die zunehmende Bedeutung von Design als Differenzierungsmerkmal und als Unterstützung des Markenwerts, beschäftigt sich Designmanagement mit strategischen Designfragen und unterstützt die strategische Ausrichtung des Unternehmens. Die Debatte über Design Thinking schlägt die Integration eines neuen Problemlösungsansatzes im strategischen Managements vor. Designerisches Denken und strategisches Denken haben einige Gemeinsamkeiten in ihren Eigenschaften, beide sind synthetisch, adduktiv, Hypothesen-getrieben, opportunistisch, dialektisch, wissbegierig und wertorientiert.[61]
- Innovationsmanagement: Der Wert der koordinierenden Rolle von Design in New Product Development ist gut dokumentiert. Designmanagement kann dazu beitragen Innovationsmanagement zu verbessern, dies kann durch drei Variablen gemessen werden: (1) Designmanagement reduziert die Time-to-Market durch die Verbesserung der Quellen- und Kommunikationsfähigkeiten und entwickelt cross-funktionale Innovationen. (2) Es stimuliert die Innovation durch Vernetzungs von Produkt- und Kundeninformationenflüssen mit internen (z. B. Teams) und externer (z. B. Lieferanten, Gesellschaft) Akteuren. (3) Designmanagement verbessert den Lernprozess durch die Förderung eines kontinuierlichen Lernprozesses.[62]

### Hierarchie
Wie beim Management von Strategie, kann Design auf drei Ebenen gemanagt werden: strategisch (Unternehmens-Ebene), taktisch (Business-Ebene oder einzelne Geschäftsbereiche) und operativ (Ebene der einzelnen Projekte). Über die letzten 50 Jahre wurden diese drei Ebenen von verschiedenen Autoren unterschiedlich bezeichnet.
| Strategische Ebene                              | Taktische Ebene                       | Operative Ebene                        | Autor / Quelle                |
| ----------------------------------------------- | ------------------------------------- | -------------------------------------- | ----------------------------- |
| Corporate Strategie                             | Business Strategie                    | Funktionale Strategie                  | Haberberg and Rieple, 2001    |
| Corporate Strategie                             | Business Strategie                    | Operative Strategie                    | Johnson and Scholes, 1999     |
|                                                 |                                       |                                        |                               |
| Business Management / Büro Management           | Business Management / Büro Management | Individuelles Projekt / Job Management | Brunton, 1964                 |
| Corporate / Innovation Design Management        | Design Agentur Management             | Design Projekt Management              | Topalian, 1980                |
| Design Policy Management                        | —                                     | Operatives Design Management           | Oakley, 1984                  |
| Strategisches Design Management                 | —                                     | Operatives Design Management           | Olins, 1985                   |
| Strategie (Macro)                               | Organisation (Meso)                   | Team / Individual (Micro)              | Francis and Fischbacher, 1996 |
| Corporate Design Management                     | Design Organisation Management        | Design Projekt Management              | Chung, 1998                   |
| Anticipatives / Strategisches Design Management | Funktionales Design Management        | Operatives Design Management           | de Mozota, 1998               |
| Strategisches Design Management                 | Taktisches Design Management          | Operatives Design Management           | Joziasse, 2000                |
| Board / Top Funktion                            | Middle / Business Funktion            | Design Aktivitäts Funktion             | Cooper, 2005                  |
| Design Strategie Management                     | Design Resource Management            | Design Projekt Management              | Kootstra, 2006                |

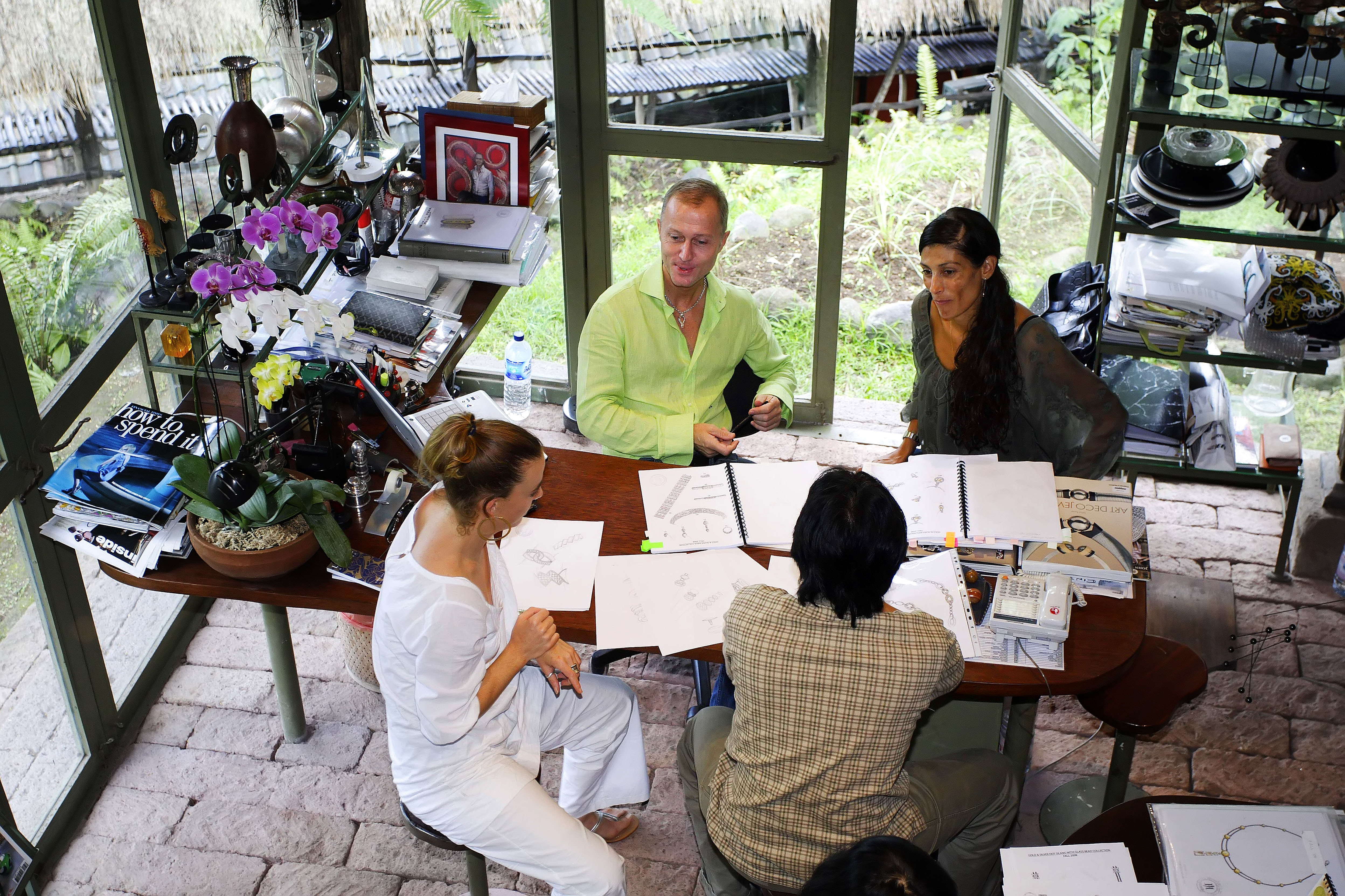
Operatives Designmanagement beschäftigt sich unter anderem mit individuellen Designprojekten und Teams. Das Foto zeigt das Designcenter des Unternehmens John Hardy Jewelry in Bali, Indonesien.

Operatives Designmanagement
Operatives Designmanagement beschäftigt sich mit dem Management von einzelnen Design-Projekten und Design-Teams. Seine Aufgabe ist es, die Ziele des strategischen Designmanagements zu erreichen. Der Erfolg von gutem Designmanagement kann greifbar gemacht werden durch konkrete Messung der Qualität der operativen Designmanagementergebnisse. Es beinhaltet die Auswahl und das Management von Designlieferanten und umfasst die Dokumentation, Überwachung und Bewertung der Designprozesse und -ergebnisse. Es befasst sich mit persönlicher Führung, emotionaler Intelligenz und die Zusammenarbeit mit / Management von interner Kommunikation. Reguläre Managementfunktionen, -werkzeuge und -konzepte lassen sich häufig auf das Management von Design auf der operativen Ebene anwenden. Es ist implementiert, um bestimmte Designziele zu erreichen und die Beurteilung von Design-Vorschlägen zu managen. Es kann helfen, Markenwert durch die konsequente Schaffung und Durchführung von qualitativ hochwertigen Design-Lösungen aufzubauen, die am besten zur Markenidentität und der gewünschten Consumer Experience passen, auf effizientester Art und Weise. Je nach Art des Unternehmens und der Industrie werden folgende Jobtitel assoziiert: operativer Designmanager, Senior Designer, Teamleiter, Visual Communication Manager, Corporate Design-Koordinator

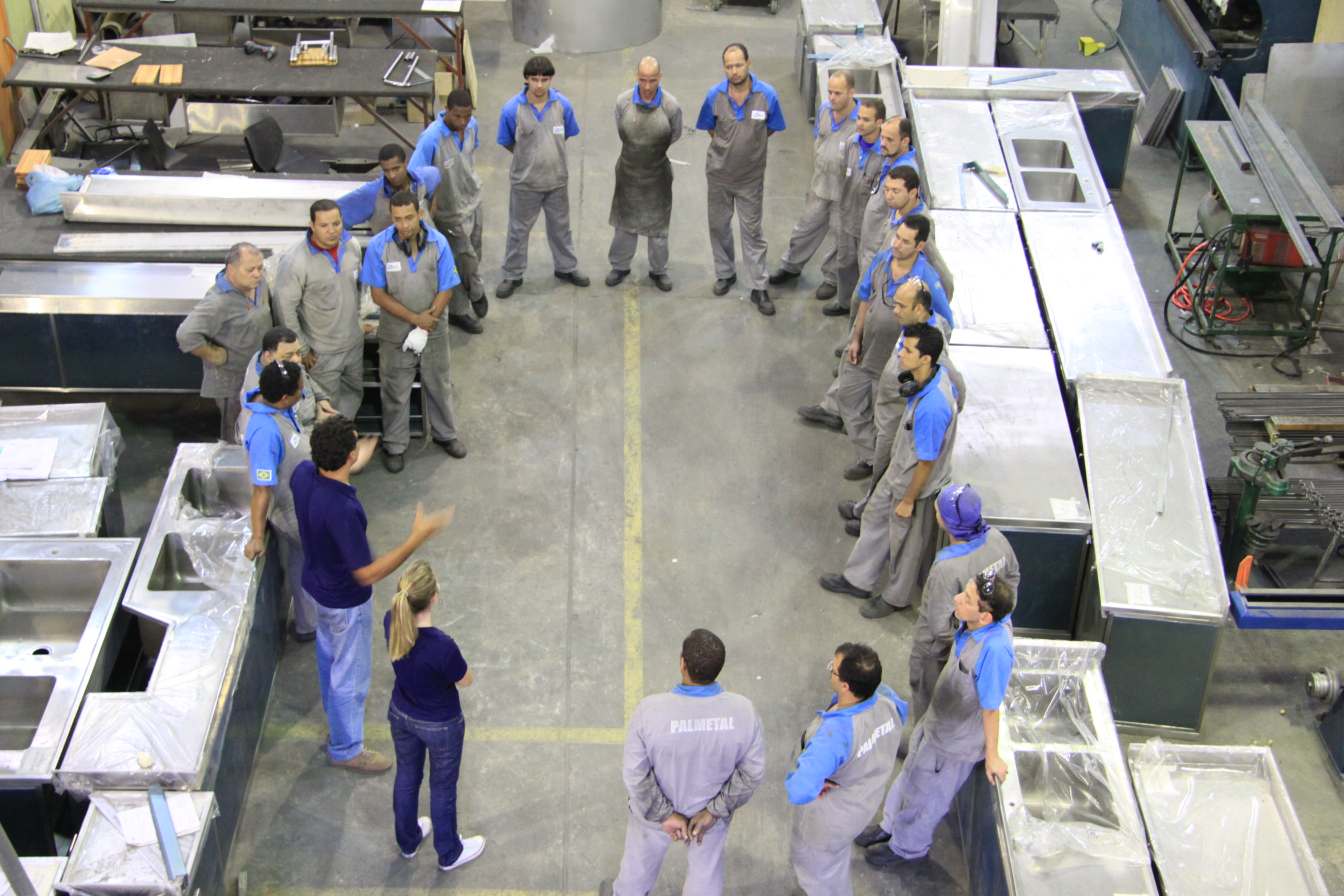
Taktisches Designmanagement beschäftigt sich unter anderem mit der Schaffung von Aufmerksamkeit für Design im Unternehmen, wie zum Beispiel nachhaltiges Design. Das Foto zeigt ein Trainingmeeting mit Fabrikarbeitern in einem Edelstahl Ecodesign-Unternehmen in Rio de Janeiro, Brasilien.

Taktisches Designmanagement
Taktisches Designmanagement richtet sich an die Organisation von Designressourcen und Designprozessen. Sein Ziel ist es, eine Struktur für Design im Unternehmen zu schaffen und die Kluft zu überbrücken zwischen den durch strategisches Designmanagement gesetzten Zielen und der Umsetzung von Design auf operativer Ebene. Es definiert, wie Design im Unternehmen organisiert ist. Dazu gehört auch die Koordinierung der verschiedenen Design-Projekte und Aktivitäten durch eine zentrale Stelle. Es beinhaltet das definieren von Tätigkeiten, die Entwicklung von Designskills und Kompetenzen, Management von Prozessen, Systemen und Prozeduren, Zuweisung von Rollen und Verantwortlichkeiten, Entwicklung innovativer Produkte und Service-Konzepte und das Erforschen neuer Marktchancen. Ergebnisse des taktischen Designmanagements beziehen sich auf die Schaffung einer Struktur für Design innerhalb des Unternehmens, um (interne) Ressourcen und Kompetenzen für die Umsetzung von Design aufzubauen. Je nach Art des Unternehmens und der Industrie werden folgende Jobtitel assoziiert: Taktischer Designmanager, Designdirektor, Design & Innovationmanager, Markendesignmanager, New Product Development (NPD) Manager, Visual Identity Manager

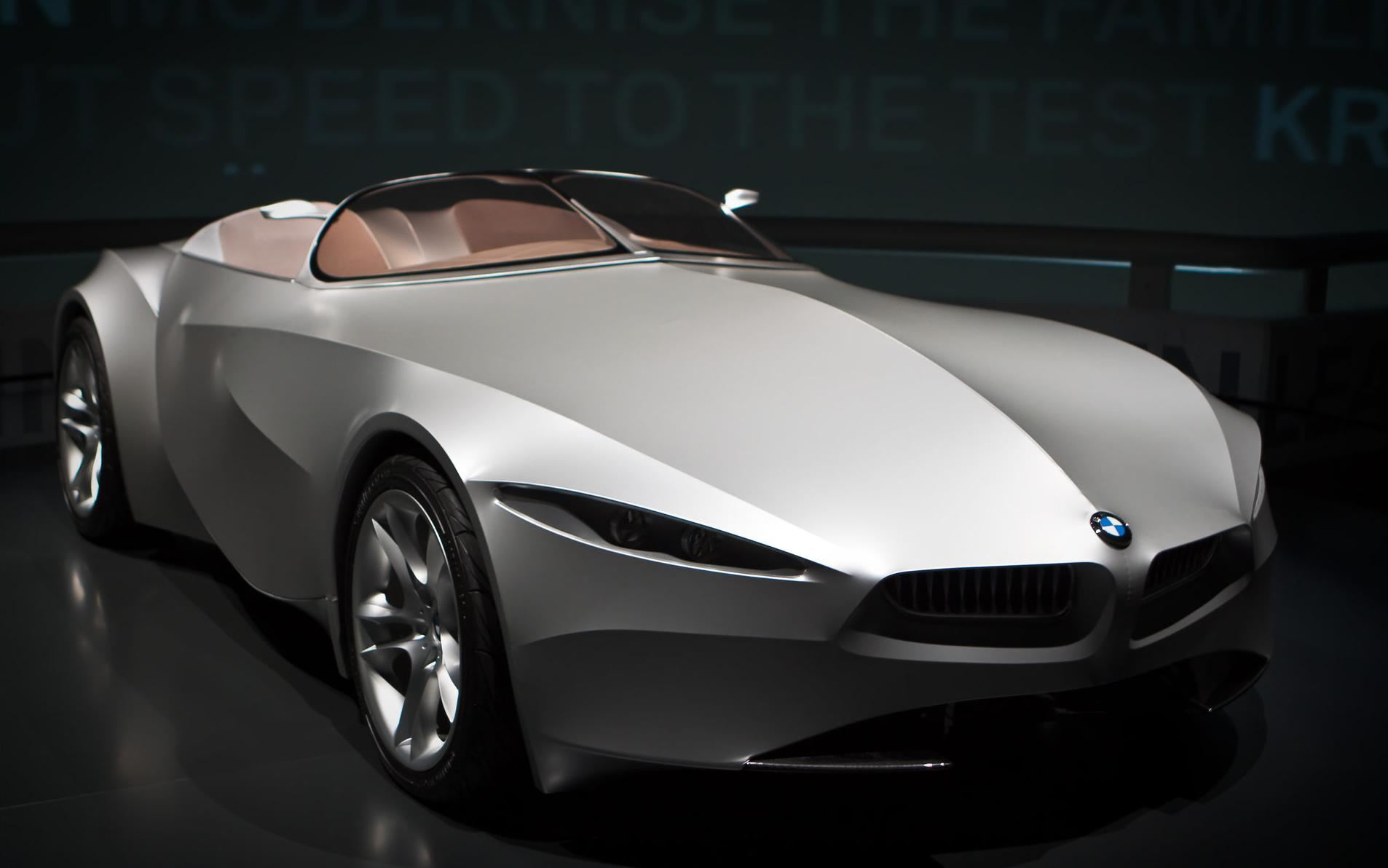
Strategisches Designmanagement beschäftigt sich unter anderem mit der Vergegenwärtigung der Zukunft. Das Foto zeigt das visionäre Automobilkonzept BMW GINA im BMW Museum München, Deutschland.

Strategisches Designmanagement
Strategisches Designmanagement beinhaltet die Schaffung der strategischen, langfristigen Vision & Planung für Design und beschäftigt sich mit der Definition der Rolle von Design im Unternehmen. Das Ziel des strategischen Designmanagements ist die Unterstützung und Stärkung der Unternehmensvision, indem eine Beziehung zwischen dem Design und der Unternehmensstrategie hergestellt wird. Es beinhaltet die Schaffung von Design-, Marken- und Produkt-Strategien, um sicherzustellen, dass Designmanagement zu einem zentralen Element der Unternehmensstrategieformulierungsprozesses wird. Strategisches Designmanagement ist für die Entwicklung und Umsetzung eines Corporate-Design-Programms verantwortlich, dass die Designvision, -mission und -positionierung beeinflusst. Es erlaubt Design mit den Bedürfnissen der Unternehmensführung zu interagieren und konzentriert sich auf die langfristigen Möglichkeiten von Design. Wo strategischen Designmanagement angewendet wird, gibt es oft einen starken Glauben an das Potenzial von Design, zur Differenzierung und zur Schaffung eines Wettbewerbsvorteils. Als Ergebnis wird Design-Denken in die Unternehmenskultur integriert. Je nach Art des Unternehmens und der Industrie werden folgende Jobtitel assoziiert: Strategischer Designmanager, Chief Design Officer, Vice President Design & Innovation, Chief Creative Officer, Innovation Design Director.

### Rollen und Verantwortlichkeiten
Designmanagement ist kein Modell, das auf jedes Unternehmen projiziert werden kann, keine Anwendung mit linearen Funktionen und kein spezieller Weg der zum Erfolg führt. Vielmehr werden Designmanagementprozesse von Menschen mit verschiedenen Autoritäten und Ausbildungen ausgeführt, die in verschiedenen Bereichen von Unternehmen arbeiten, welche unterschiedliche Größen, Traditionen und Brancheneigenschaften besitzen und unterschiedliche Zielgruppen und Märkte bedienen. Designmanagement ist facettenreich und so sind auch die Anwendungen von und Ansichten über Designmanagement. Die Funktionen des Designmanagements im Unternehmen ist abhängig von den Aufgaben, Zuständigkeiten und Praxis.
Aufgaben
Ähnliche Aufgaben können in Kategorien gruppiert werden, um das Berufsbild des Designmanagers zu beschreiben. Verschiedene Kategorien zur Unterteilung von Designmanagementaufgaben wurden auf strategischer, taktischer und operativer Ebene von unterschiedlichen Autoren identifiziert.
| Strategie und Zweck                           | Personal und Organisation                                                             | Organisatorische Kultur und Präsenz                                        | Projekte                                                                        | Praxis und Prozess                 | Autor / Quelle  |
| --------------------------------------------- | ------------------------------------------------------------------------------------- | -------------------------------------------------------------------------- | ------------------------------------------------------------------------------- | ---------------------------------- | --------------- |
| Strategie und Zweck                           | —                                                                                     | —                                                                          | Projekte                                                                        | —                                  | Topalian, 1980  |
| Strategie und Policy                          | Human Resources                                                                       | —                                                                          | Projekte                                                                        | —                                  | Oakley, 1984    |
| —                                             | —                                                                                     | —                                                                          | —                                                                               | Prozess                            | Hetzel, 1998    |
| Strategie und Policy                          | Human und Material Resources                                                          | —                                                                          | —                                                                               | —                                  | Blaich, 1998    |
| Strategie                                     | Organisation und Human Resources                                                      | Informations Resources                                                     | Projekte                                                                        | —                                  | Chung, 1998     |
| Strategie und Zweck                           | Human Resources                                                                       | Organisationskultur                                                        | Projekte                                                                        | Prozesse, Praxis und Unterstützung | Powell, 1998    |
| Strategie und Vision                          | Human Resources, Organisationsstruktur                                                | Organisationskultur                                                        | —                                                                               | Prozess, Werkzeuge und Methoden    | Joziasse, 2000  |
| Strategie, Planung                            | Struktur, Finanzen, Human Resources                                                   | Information und Kommunikation, Verknüpfung zu R&D, Verknüpfung zu Branding | Projektmanagement                                                               | Evaluierung                        | de Mozota, 2003 |
| Strategie und Policy-Bildung, Ziele, Vorgaben | Menschen und Struktur, Investition und Finanzen, Training und Lernen, Resourceplanung | Kommunikation                                                              | Projekte, Planung und Terminierung, Implementierung, Überwachung, Dokumentation | Prozessplanung, Evaluierung        | Cooper, 2005    |

Zuständigkeit & Position
Die Zuständigkeit und die Position der Designmanagement-Funktion hat einen großen Einfluss auf das, was die Designmanager in ihrer täglichen Arbeit machen. Kootstra (2006) unterscheidet Designmanagement-Typen anhand ihrer organisatorischen Funktion: Design-Management als eine Linien-Funktion (engl. line function) ist direkt verantwortlich für die Umsetzung des Designs im primären organisatorischem Prozess und kann auf allen Ebenen der Designmanagement-Hierarchie stattfinden. Die wesentlichen Merkmale des Designmanagers in der Linie ist die umfassende Autorität und die unmittelbare Verantwortung für das Ergebnis. Designmanagement als Mitarbeiter-Funktion (engl. staff function) ist nicht direkt verantwortlich für die Umsetzung des Designs im primären organisatorischem Prozess, sondern berät als Spezialist auf allen Ebenen der Designmanagement-Hierarchie. Die wesentlichen Merkmale für Designmanagern in dieser Funktion ist ihre begrenzte Autorität und ihre Funktion Führungskräfte und Mitarbeiter zu beraten. Wenn der Designprozess als ein sekundärer organisatorischer Prozess definiert ist, wird Designmanagement als Unterstützungs-Funktion (engl. support function) gesehen. In dieser Funktion hat der Designmanager nur einen unterstützenden Charakter und wird als kreativer Spezialist im Bereich Produktmanagement, Markenmanagement, Marketing, R & D und Kommunikation eingesetzt.
| Organisatorische Struktur & Entscheidungsfindung                                                                                      | Führungs- / Managementstil                              | Zusammenarbeit / gruppeninterne Konflikte | Prozessintegration                                                                | Autor / Quelle |
| --- | ------------------------------------------------------- | --- | --------------------------------------------------------------------------------- | -------------- |
| - Zentralisierung vs. Dezentralisierung - Design im Top-Level Management                                                              | - Flexibilität vs. Konsistenz - Autonomie vs. Kontrolle | - Gruppierung von Aktivitäten | - Vorentwicklungsaktivitäten - Produktentwicklung und -test - Vermarktung         | Cooper, 2005   |
| — | —                                                       | - Design wird gemacht ohne zwischenbetriebliche Kooperation (Untervertrag) - Design wird gemacht mit zwischenbetrieblicher Kooperation (unternehmensweite Designkultur) - Design wird zusammen gemacht (Netzwerk) - Design wird alleine gemacht (Internalisierung, Verkauf von Designkompetenz) | —                                                                                 | Mozota, 2003   |
| - Mitarbeiterfunktion (engl. staff-function) - Linienfunktion (engl. line-function) - Unterstützungsfunktion (engl. support-function) | —                                                       | — | —                                                                                 | Kootstra, 2006 |
| - Funktionale Struktur (Grundgerüst) - Unabhängige Projektorganisation (Selbsterthaltene Gruppe) - Matrix-Organisation                | —                                                       | - Designchampion - Designpolicy - Designprogramm - Design als Funktion (wie eine Designabteilung) - Design als Infusion (jeden betrifft Design, stille Designer) | —                                                                                 | Stamm, 2005    |
| — | —                                                       | — | - Fuzzy Front End (FFE) - Produktentwicklungsprozess (PEP) - Markt Operation (MO) | Buckler, 1997  |

## Politik (ab 2010er)
Heute hat fast jedes Industrieland eine Art von Design-Förderungsprogramm und das Design Management Institut hat drei Magazinausgaben Designpolicy-Entwicklung gewidmet. Obwohl Initiativen Design in verschiedenen Komplexitäten, Umfängen und Fokussen fördern, tendieren die konkreten Zielvorgaben eher allgemeine oder wirtschaftliche Ziele zu erreichen:
- Unterstützung der Unternehmen: Verstärkte Nutzung von Design durch Unternehmen, insbesondere von kleinen und mittleren Unternehmen (KMU’s), und das Wachstum der Designbranche (Verwendungs-Dimension);
- Promotion zur Öffentlichkeit: Anstieg des Exports von Design und des Designsektors und die Attraktivität für internationale Investitionen (internationale Dimension);
- Ausbildung der Designer: Verbessertes Designausbildung und -forschung (akademische Dimension).

Innovationspolicies haben sich übermäßig auf die Entwicklung von Technologien fokussiert und haben die Nachfrageseite (den Benutzer) vernachlässigt. Es wurden mehrere Initiativen der Europäischen Kommission in den letzten Jahren ins Leben gerufen, um Design und Designmanagement zu unterstützen und zu erforschen. Eine europaweite Policy zur Design-Unterstützung war jedoch nie geplant, aufgrund der Inkonsistenz und Unterschiedlichkeit der nationalen Designpolicies. Vor diesem Hintergrund ist es interessant zu sehen, dass es Pläne gibt Design in die EU Innovationspolicy zu integrieren.

## Ausbildung (ab 2010er)
Die BusinessWeek publiziert jedes Jahr eine Liste der besten und aussichtsreichsten Studienprogramme, die Designdenken mit Wirtschaftsdenken verknüpfen (D-schools 2009 und D-school Programme 2009, die man im Auge behalten sollte). Der Artikel Finland – world’s innovation hot spot in der Harvard Business Review belegt das steigende Interesse der Unternehmen an der Verknüpfung der Design- und Managementausbildung. Viele Management-Universitäten erkannten die Notwendigkeit und entwickelten neue akademische Lehrpläne (z. B. Rotman School of Management, Wharton University of Pennsylvania und MIT Sloan Executive Education). Bei diesen Ausbildungsmodellen handelt es sich oftmals um integrierte Ausbildungkonzepte, die als T-förmige und π-förmige Ausbildung bezeichnet werden. T-förmige Professionelle werden ausgebildet durch die Vermittlung von allgemeinen Kenntnisse in einigen Disziplinen (z. B. Management- und Engineering) und spezifische, fundierte Kenntnisse in einer einzelnen Disziplin (z. B. Design).
Dieses Modell gilt auch für Unternehmen, wenn sie ihren Fokus von klein T-Innovationen (Innovationen in nur einer Disziplin, wie Chemie) zu groß T-Innovationen (Innovationen über mehreren Disziplinen hinweg, wie Design, Ethnographie, Management etc.) verlagern. Wie in der Ausbildung macht diese Verschiebung es notwendig, Silos von Abteilungen und Wissensdisziplinen einzureißen.
Auf der Basis dieser Denkmodelle bestehen auch vermehrt Studienangebote, die eine fundierte Ausbildung im Feld des Designmanagements anbieten. Die Hochschule Luzern in der Schweiz bietet zum Beispiel einen vollumfänglichen Studiengang im Designmanagement auf Bachelor-Ebene an (Design Management, International).